# Tippi Hedren
Pour les articles homonymes, voir Tippi.
Nathalie Kay Hedren, dite Tippi Hedren, née le 19 janvier 1930 à New Ulm au Minnesota, est une actrice américaine et une militante de la cause animale.
D'abord mannequin, elle est repérée par Alfred Hitchcock en 1961 dans une publicité, et le réalisateur fait d'elle sa nouvelle muse en lui offrant le rôle principal de deux de ses films : Les Oiseaux (1963) et Pas de printemps pour Marnie (1964). Néanmoins, le contrôle obsessionnel qu'il veut exercer sur elle et ses avances répétées ont raison de leurs relations personnelles et professionnelles. Hitchcock fait en sorte de détruire la carrière d'Hedren et, lorsque celle-ci est libérée de son contrat, elle joue dans de nombreux films à petit budget. Bien qu'elle tourne sous la direction de réalisateurs tels que Charlie Chaplin, Alexander Payne ou David O. Russell, aucun de ses films suivant sa collaboration avec le « maître du suspense » ne rencontre le succès des Oiseaux.
En parallèle à une carrière cinématographique en déclin, Hedren met sa célébrité au service des causes qui lui tiennent à cœur. À la fin des années 1960, elle se découvre une passion pour les félins et se consacre à leur défense. Elle acquiert un ranch près de Los Angeles et y tourne le film Roar devenu culte tout en étant un échec commercial. Elle fonde en 1983 la réserve animalière The Shambala Preserve.

## Biographie

### Naissance et enfance
Tippi Hedren naît le 19 janvier 1930 à New Ulm dans le Minnesota et passe son enfance à  Lafayette, Minnesota,. Son père, Bernard Carl Hedren (1893-1979), d'origine suédoise, est un propriétaire de magasin, et sa mère, Dorothea Henrietta (née Eckhardt) (1899-1994), est une institutrice d'origine germano-norvégienne,. Ses parents lui donnent une éducation luthérienne qui lui servira tout au long de sa vie,.
Son véritable prénom, Nathalie, est jugé trop sérieux pour une enfant par son père qui la surnomme « Tupsa » puis « Tippi », signifiant « petite fille,. »
Adolescente, Tippi Hedren souhaite devenir patineuse artistique. Ses parents n'ayant pas assez d'argent pour lui faire prendre des cours, elle observe ses amis pratiquer avec des enseignants et s'entraîne ensuite sur les lacs de Minneapolis. Cependant, elle se blesse et se voit contrainte d'arrêter après deux opérations au pied,.

### Mannequinat
À l'âge de 14 ans, alors qu'elle s'apprête à rentrer chez elle après une journée d'école, une femme l'interpelle et lui demande de devenir modèle pour son grand magasin Donaldson's. Ses parents acceptent et Hedren envisage alors sérieusement de poursuivre son avenir dans le monde de la mode,. Pour cela, elle déménage en Californie puis à New York où Eileen Ford, la fondatrice de l'agence qui porte son nom, l'engage en tant que mannequin pour un salaire de 35 dollars de l'heure,. Hedren connaît un succès immédiat et devient souvent le sujet des couvertures de plusieurs magazines comme Cosmopolitan, Seventeen, Life ou encore Collier's Weekly,. 
En 1950, elle fait de la figuration pour le film musical La Scandaleuse Ingénue de Henry Levin avec Robert Cummings et Joan Caulfield. 
Deux ans plus tard, elle se marie avec le publicitaire Peter Griffith, avec qui elle a une fille, Melanie Griffith. Le couple divorce en 1961 et Hedren décide de poursuivre sa carrière de mannequin en Californie. 
Certaine de remporter le même succès qu'à New York, elle n'hésite pas à louer une maison dans le quartier de Sherman Oaks à Los Angeles pour 500 dollars par mois,.

### Carrière cinématographique

#### Collaboration avec Alfred Hitchcock

##### Les Oiseaux(1963)

###### Découverte et formation

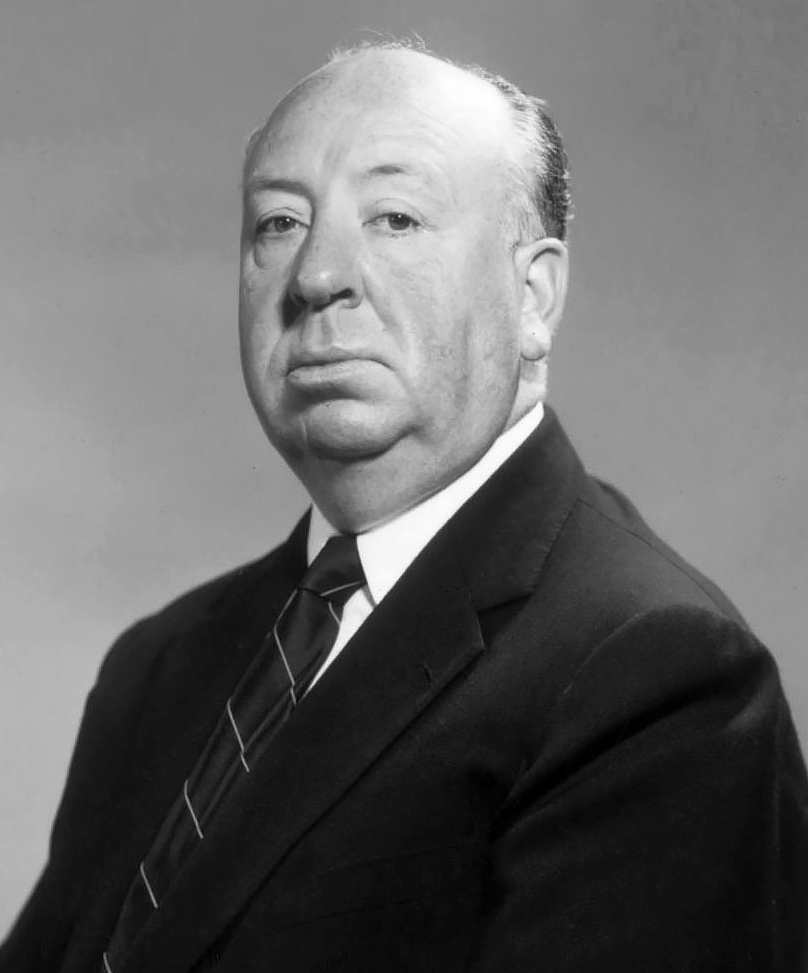
Le réalisateur Alfred Hitchcock fait de Tippi Hedren, après Ingrid Bergman et Grace Kelly, sa nouvelle muse.

Elle joue alors dans une douzaine de publicités dont l'une qui promeut une boisson diététique appelée Sego. Le 13 octobre 1961, après sa diffusion dans l'émission The Today Show, Hedren reçoit un appel de la société de production cinématographique Universal Pictures. Un homme l'informe qu'un réalisateur a vu cette publicité et souhaite la rencontrer. Il lui demande d'apporter différentes photos et films de ses publicités mais refuse de dévoiler le nom de celui qu'elle intéresse,.
La semaine suivante, elle rencontre Herman Citron, agent du studio. Ce dernier lui révèle alors qu'Alfred Hitchcock souhaite lui faire signer un contrat d'une durée de sept ans pour un salaire de cinq cents dollars par semaine,. Abasourdie à l'idée de travailler pour lui, elle doit signer avant même de rencontrer celui que l'on surnomme le « maître du suspense,. » Elle pense alors qu'elle va apparaître dans sa célèbre série Alfred Hitchcock présente et est ravie de trouver du travail pour, entre autres, pouvoir prendre soin de sa fille,.
C'est le 24 octobre qu'elle le rencontre. Le réalisateur discute avec elle de voyages, de nourriture, de vêtements mais n'aborde pas une seule fois la raison pour laquelle il l'a engagée,. Selon le chef décorateur Robert F. Boyle, Hitchcock est particulièrement sensible aux femmes comme Ingrid Bergman et Grace Kelly qui « se comportent comme des dames bien élevées » et ajoute que « Tippi irradiait cette qualité. Il était très impressionné par la façon dont elle marchait,. »
Hedren tourne alors des bouts d'essai, interprétant différentes scènes de films du metteur en scène. Elle reprend les rôles principaux féminins de Rebecca (1940), Les Enchaînés et La Main au collet joués respectivement par Joan Fontaine, Ingrid Bergman et Grace Kelly. Hitchcock la fait répéter chez lui avec sa femme, Alma, et l'acteur Martin Balsam lui donne la réplique dans un essai filmé dont le tournage dure trois jours pour un coût d'environ trente mille dollars,. Le réalisateur devient son professeur d'art dramatique et lui apprend à analyser un scénario, à s'immerger dans un rôle et à comprendre les relations entre les différents personnages d'une histoire,.
Quatre mois plus tard, Hedren est invitée à dîner au restaurant Chasen's par Hitchcock, son épouse, et le responsable du studio Universal, Lew Wasserman,. Hitchcock lui offre alors une broche ornée de trois oiseaux dorés en vol avec de très petites perles et lui demande de jouer le rôle de Melanie Daniels dans le film qu'il prépare et intitulé Les Oiseaux,. Hedren est sous le choc d'autant plus qu'il ne lui était jamais venu à l'idée de se voir confier le rôle principal d'un film aussi important,.

###### Préparation
Écrit par le scénariste Evan Hunter et inspiré par la nouvelle homonyme de Daphne du Maurier, l'histoire des Oiseaux débute avec Melanie Daniels, une jeune femme de la haute société de San Francisco. Celle-ci se rend au village de Bodega Bay pour amener deux inséparables en cage à une petite fille qu'elle ne connaît pas, mais dont le frère, Mitch Brenner (Rod Taylor), un avocat qu'elle n'a rencontré qu'une seule fois, lui paraît séduisant. À peine arrivée, elle est blessée au front par une mouette. Elle est alors invitée à dîner chez Mitch dont la mère, Lydia (Jessica Tandy), se révèle être une femme jalouse et possessive. Le lendemain, au cours d'un goûter d'anniversaire, des mouettes attaquent les enfants présents, puis le soir des moineaux en grand nombre font irruption par la cheminée des Brenner. Le jour suivant, des corbeaux attaquent les enfants à la sortie de l'école. Les mouettes attaquent ensuite la ville et provoquent un incendie. Ces différentes épreuves rapprochent Melanie de Mitch et elle se fait même accepter par Lydia. Cependant, tôt le matin, seule éveillée, elle entend un bruit à l'étage. Elle monte et découvre un trou dans le toit. Des dizaines d'oiseaux l'assaillent. Elle finit par s'effondrer, bloquant la porte. Mitch et Lydia viennent à son secours. Sérieusement blessée, Melanie doit être transportée à l'hôpital. Cette dernière, accompagnée de Mitch, sa mère et sa sœur, réussit à sortir et à s'installer dans la voiture et s'éloigne très lentement, parmi des milliers d'oiseaux massés partout sur le sol et les bâtiments.
Afin qu'elle soit telle qu'il le souhaite, Hitchcock transforme l'apparence d'Hedren. Au début de l'année 1962, il organise plusieurs réunions avec ses collaborateurs afin de définir l'aspect du personnage de Melanie. Edith Head et Rita Riggs s'occupent des costumes et Virginia Darcy et Howard Smith (acteur), des coiffures et du maquillage. Hitchcock sélectionne alors un manteau de vison pour suggérer le luxe et un tailleur vert amande pour les vêtements, un bracelet, une bague et un rang de perles pour les bijoux et choisit une coiffure dégageant le visage,.
Il s'occupe lui-même du jeu de Hedren, ravi qu'elle soit une débutante,. Cette dernière participe à toutes les étapes de préparation du film et estime avoir appris en trois ans ce qui, autrement, lui en aurait pris quinze,. Hitchcock ne lui dit pourtant que peu de choses quant au personnage qu'elle doit jouer. Il lui suggère cependant que celui-ci peut être comparé à celui de Tallulah Bankhead dans son film Lifeboat (1944) car l'un comme l'autre sont « au début artificiels et blasés, et deviennent plus naturels et humains au cours des épreuves physiques,. »

###### Un tournage d'abord merveilleux puis éprouvant
Le tournage, qui débute le 5 mars 1962 pour une durée de quatre mois, est pour Hedren « merveilleux, », bien qu'elle soit soumise à un emploi du temps très strict. Il ne lui est en effet accordé qu'une journée et demi de repos sur les six mois que dure le tournage,.

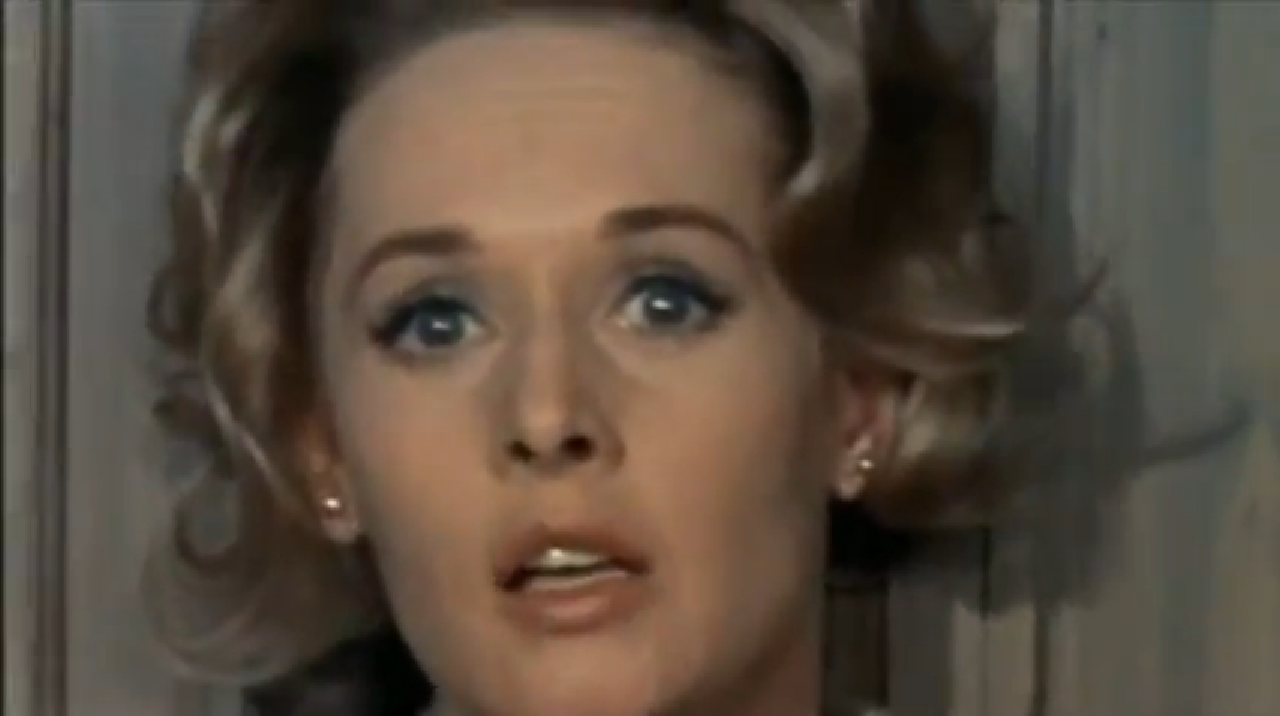
Tippi Hedren dans Les Oiseaux. Lors du tournage de la dernière scène, un oiseau manque de lui faire perdre un œil.

Certaines séquences s'avèrent difficiles à tourner et c'est Hedren qui en souffre le plus. Lorsque les oiseaux attaquent la ville, son personnage trouve refuge dans une cabine téléphonique. Une fausse mouette est attachée par un câble pour cogner contre une vitre censée être du verre sécurit. Lorsque l'oiseau arrive, la vitre se brise sur le visage d'Hedren. Elle doit alors passer l'après midi à enlever les petits bouts de verre enfoncés dans sa peau,.
Mais c'est la scène finale où elle se fait attaquer par les oiseaux dans un grenier qui s'avère être une épreuve aussi pénible physiquement que moralement. À la lecture du scénario, Hedren demande à Hitchcock pourquoi Melanie irait à l'étage après toutes ces attaques. Le réalisateur lui répond simplement : « Parce que je vous le dis,. » Hedren lui fait ensuite part de ses inquiétudes sur la façon dont cette scène sera tournée. Il lui assure que des oiseaux mécaniques seront utilisés,. Il est cependant question d'utiliser de vrais oiseaux mais elle ne l'apprend que le jour où elle doit commencer à la tourner. C'est l'assistant réalisateur, Jim Brown, qui, gêné, le lui annonce. Il s'agit de l'une des dernières prises de vues à filmer, et Hedren, qui a vu les blessures des dresseurs, est effrayée à l'idée de devoir affronter des mouettes et des corbeaux,.
Pour cette scène, un décor spécial est construit, entouré par une énorme cage. Pendant cinq jours, les accessoiristes jettent les oiseaux sur elle. Après deux journées de tournage, Hedren commence à être fatiguée puis devient nerveuse au fur et à mesure que le tournage avance,. Alors qu'il vient visiter le plateau, l'acteur Cary Grant lui dit, après avoir observé quelques prises, qu'elle est la femme la plus courageuse qu'il ait rencontrée,. Le vendredi, alors que son personnage s'écroule à terre, des oiseaux sont attachés à ses vêtements. L'un d'eux s'approche de son visage et manque de lui faire perdre un œil. Exténuée, Hedren fait arrêter le tournage et s'assoit au milieu du plateau pour pleurer,. Cette expérience est pour elle un cauchemar, et lorsqu'elle revient la semaine suivante, elle se rend fatiguée dans sa loge pour se préparer mais s'endort et personne n'est capable de la réveiller,.
Un médecin informe Hitchcock qu'il lui faut du repos pour une semaine, ce à quoi le réalisateur répond qu'il faut absolument qu'elle tourne les derniers plans. Hedren se rappelle avoir entendu le médecin demander alors à Hitchcock s'il essayait de la tuer,. Elle est alors remplacée durant cinq jours par une doublure pour les scènes suivant l'attaque et des gros plans de son visage sont ajoutés par la suite,. Selon Hedren, Hitchcock a choisi une débutante pour le film à cause de ces conditions extrêmes de travail,.
Pendant le tournage des Oiseaux, le réalisateur devient de plus en plus possessif à l'égard de sa nouvelle vedette,. Il fait tout d'abord encadrer son prénom d'apostrophes de part et d'autre dès qu'il lui est associé. Il s'agit, selon Donald Spoto, auteur de plusieurs livres sur le metteur en scène, d'un premier acte visant à faire d'Hedren sa propriété,. Il fait ensuite surveiller ses activités privées hors plateau par deux membres de son équipe et leur demande de savoir où elle va, qui sont ses amis et comment elle passe son temps libre,. Il conseille également Hedren sur la façon de s'habiller ainsi que sur que ce qu'elle doit boire ou manger,, et lui offre régulièrement des fleurs, des bijoux et du vin,.
Hitchcok l'embrasse même de force alors qu'ils sont seuls à l'arrière d'une voiture en route vers le plateau,. Selon Rod Taylor, Hitchcock interdit petit à petit que l'on s'approche d'elle sur le tournage des Oiseaux,. La gêne d'Hedren va croissant lorsqu'elle remarque qu'il la regarde sans interruption,. Suzanne Pleshette, également sa partenaire dans Les Oiseaux, lui dit un jour que cette situation n'est pas toujours la même dans le milieu du cinéma,.

###### Promotion, sortie et réception du film
Après s'être rétablie, Hedren participe activement à la grande campagne de promotion du film qui débute avec le slogan : « Les Oiseaux arrivent,! » Dès les premières projections privées, les personnes présentes, dont Lew Wasserman et la femme d'Hitchcock, s'accordent à dire que l'interprétation d'Hedren est remarquable. Le réalisateur ne cache pas son souhait de faire de cette dernière sa « nouvelle Grace Kelly ». Il déclare au journaliste Bob Thomas de l'Associated Press, quelques semaines après le début du tournage, que sa nouvelle interprète est remarquable et ajoute qu'elle « a déjà atteint les hauts et les bas de la terreur,. » En décembre 1962, alors qu'elle fait la couverture du magazine Look, Hitchcock estime avoir trouvé meilleur que Kelly en Hedren en citant son tempo « plus rapide », sa désinvolture et son humour,.

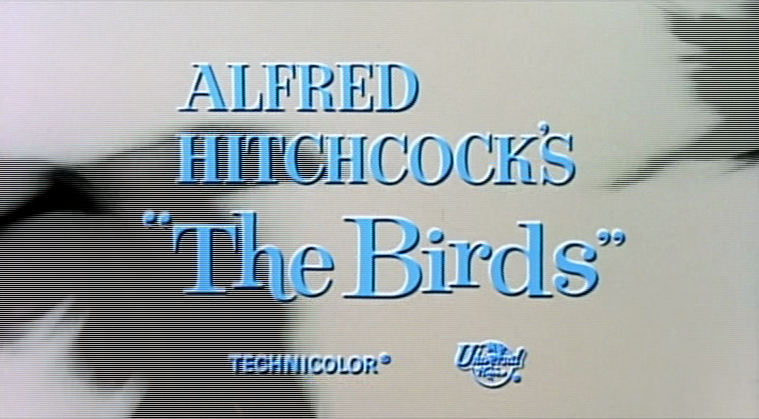
Les Oiseaux est un succès mais reçoit des critiques mitigées lors de sa sortie.

Présenté en avant-première mondiale au Festival de Cannes 1963, Les Oiseaux fait l'ouverture mais n'est pas sélectionné pour la compétition officielle. En sortant de la projection, le public est sous le choc : 

« Ce n'est pas le lâcher de quelques pigeons débonnaires, ni le charme de son interprète Tippi Hedren qui pourront atténuer l'impression d'horreur ressentie à la présentation de son film Les Oiseaux. »

— Édition spéciale consacrée au 16e festival international du film de Cannes
 La critique française salue le film et considère sa réalisation comme « remarquable. » En Angleterre, The Times écrit qu'il est « brillamment dirigé. »
À l'inverse, les critiques américaines sont partagées et majoritairement négatives. Si The New York Times reconnaît le talent d'Alfred Hitchcock de rendre effrayant la créature la plus innocente et l'ami le plus mélodieux de l'homme dans un vrai film d'épouvante,, The New Yorker n'y voit qu'un « triste échec,. » Le Time estime que l'intrigue est « idiote » et Newsweek regrette que la logique soit « manipulée de façon inexplicable,. » Quant à Hedren, la presse étrangère lui décerne le Golden Globe de la révélation féminine de l'année, prix qu'elle partage avec Elke Sommer pour Pas de lauriers pour les tueurs et Ursula Andress pour James Bond 007 contre Dr. No.
Les Oiseaux dispose d'un budget de 2 500 000 dollars, c'est-à-dire le film le plus coûteux d'Hithcock jusqu'à présent et le premier après son plus grand succès, Psychose (1960). Lors de sa sortie, il est un succès au box-office avec 11 403 559 $ de recettes aux États-Unis et est classé 16e parmi les 20 films les plus regardés de l'année 1963. Hitchcock et Universal considère cependant le film comme une déception au regard de Psychose qui avait rapporté 32 000 000 $ rien qu'aux États-Unis.

##### Pas de printemps pour Marnie(1964)

###### Genèse du projet

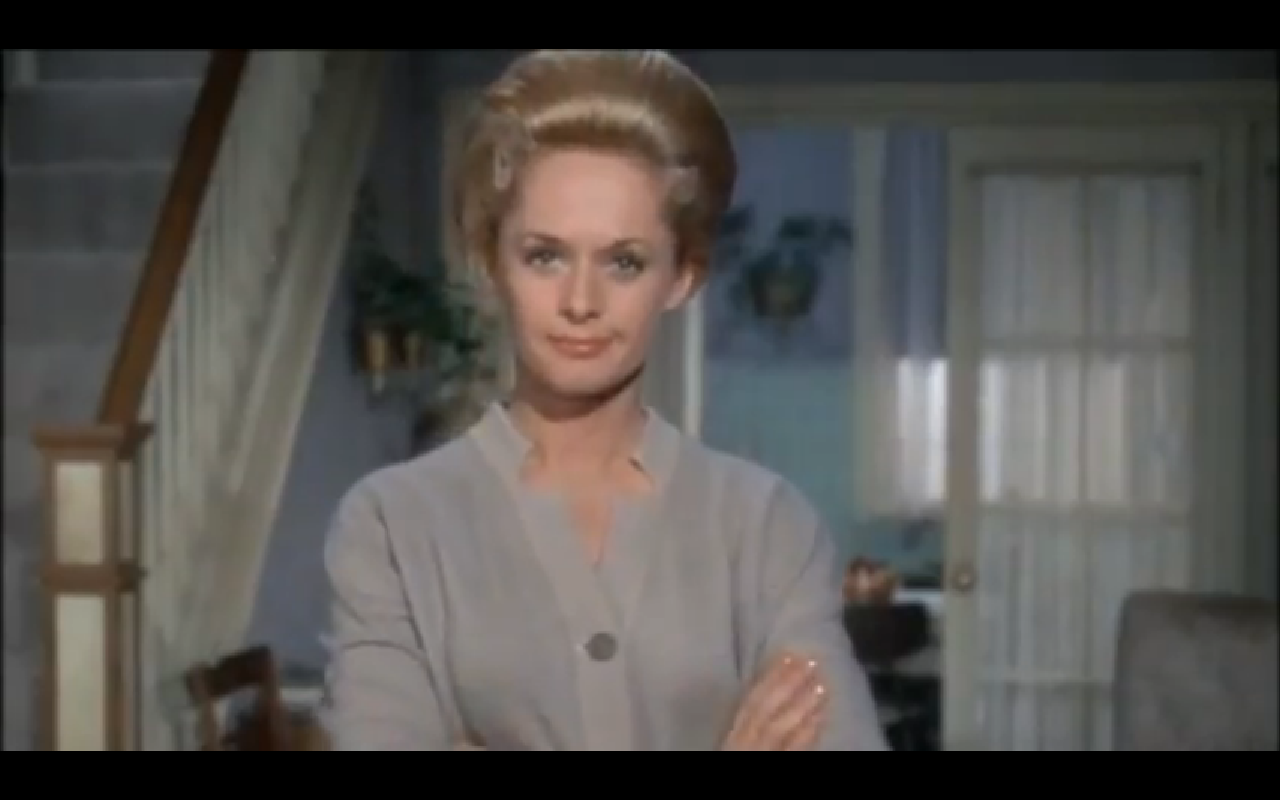
Tippi Hedren dans Marnie. Elle accepte le rôle-titre après le refus de Grace Kelly de revenir au cinéma.

En 1960, après Psychose, Hitchcock découvre le roman de Winston Graham et souhaite faire revenir Grace Kelly au cinéma. Devenue princesse de Monaco, Kelly refuse tous les projets qu'on lui soumet depuis 1956 mais se montre intéressée par Marnie,. C'est d'ailleurs le seul projet que son mari, le prince Rainier III de Monaco soutient,. Hitchcock fait alors annoncer le retour de Grace Kelly à la presse et décrit lors d'une interview son sex-appeal comme « le plus merveilleux du monde. » Le peuple monégasque s'oppose alors au projet et à voir leur princesse jouer une kleptomane,.
D'autre part, le prince Rainier entre en 1962 en conflit avec la France. En effet, le général Charles de Gaulle est irrité par les exonérations d'impôts envers les citoyens français habitant Monaco,. De plus, le studio Metro-Goldwyn-Mayer, qui avait un contrat d'exclusivité avec Kelly quand elle faisait encore du cinéma, écrit à Hitchcock en lui précisant qu'elle ne peut refaire un film qu'avec eux et demande à participer à Marnie,. Grace Kelly décide alors d'abandonner définitivement le cinéma et écrit à Hitchcock en lui affirmant être « déchirée » par cette décision,,,.
Après le refus de Kelly, le scénariste Joseph Stefano, qui avait déjà écrit Psychose, essaye de persuader Hitchcock de poursuivre le projet et lui suggère le nom de cinq actrices. Sa préférée est Eva Marie Saint qui a déjà joué pour le réalisateur dans La Mort aux trousses (1959) mais Hitchcock n'est plus intéressé par le projet,. Lorsqu'il souhaite finalement faire rédiger le scénario, Stefano n'est plus disponible,. Evan Hunter, le scénariste des Oiseaux, se voit alors confier la tâche d'écrire un premier traitement. Ce dernier ne peut se résoudre à écrire une scène, celle où Mark viole Marnie pendant leur lune de miel. Pour lui, que ce soit Sean Connery ou Rock Hudson, le personnage va perdre toute sympathie auprès du public,. Hitchcock lui fait alors savoir que ses services ne sont plus nécessaires et le fait remplacer par Jay Presson Allen.

###### Préparation du film
Après avoir envisagé plusieurs actrices dont Claire Griswold et Vera Miles, Hitchcock choisit finalement Hedren. C'est pendant le tournage des Oiseaux que cette dernière apprend qu'elle va jouer Marnie,. Elle émet cependant des réserves sur ses capacités à pouvoir jouer un personnage aussi complexe bien qu'elle sache que ce rôle est l'opportunité d'une carrière,.
Afin de la préparer à jouer Marnie, le réalisateur étudie chaque scène du scénario avec elle et lui parle amplement du personnage,. Elle discute à plusieurs reprises avec lui et la scénariste et lit le roman de Graham,. Hitchcock laisse les autres acteurs jouer de la façon qu'ils souhaitent mais consacre toute son attention sur Hedren,.

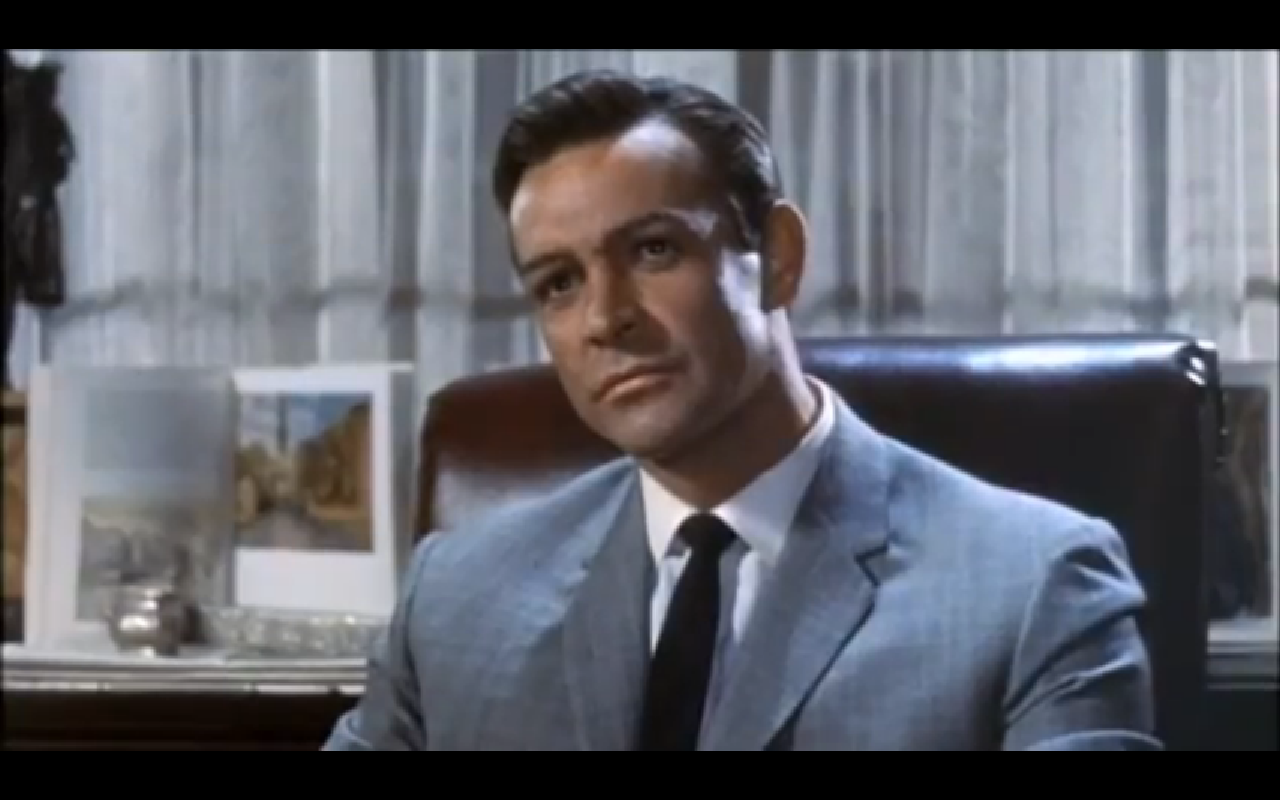
Sean Connery dans Marnie.

Bien qu'elle ne soit pas une actrice adepte de la Méthode,, Hedren utilise ses propres ressentiments pour jouer un rôle, parle à des psychiatres, et découvre en Marnie un personnage complexe, triste et émouvant,. Rassurée par la confiance que lui porte le réalisateur, elle accepte également le rôle pour la raison qu'elle est sous contrat,. Elle est en effet déstabilisée par l'attitude d'Hitchcock à son égard qui garde un œil constant sur elle.
L'acteur Sean Connery, qui vient de faire un triomphe avec le premier volet de la série James Bond, James Bond 007 contre Dr. No (1962), est choisi pour lui donner la réplique dans le rôle de Mark Rutland. Lorsqu'elle l'apprend, Hedren demande à Hitchcock comment Marnie peut être une femme frigide en face d'un homme aussi séduisant que Connery. Le réalisateur lui répond simplement : « Cela s'appelle jouer la comédie, ma chère,. »
Hitchcock se montre une nouvelle fois exigeant concernant son apparence. Hedren alterne alors entre la promotion des Oiseaux et les séances de maquillage, d'essayage et de coiffure. En raison des changements fréquents d'identité de Marnie, plusieurs costumes ainsi que différentes couleurs et formes de cheveux sont requis,. Edith Head s'occupe une nouvelle fois des robes et des tailleurs tandis qu'Alexandre de Paris crée des styles de coiffures pour chaque scène, à la grande satisfaction d'Hitchcock,.

#### Synopsis

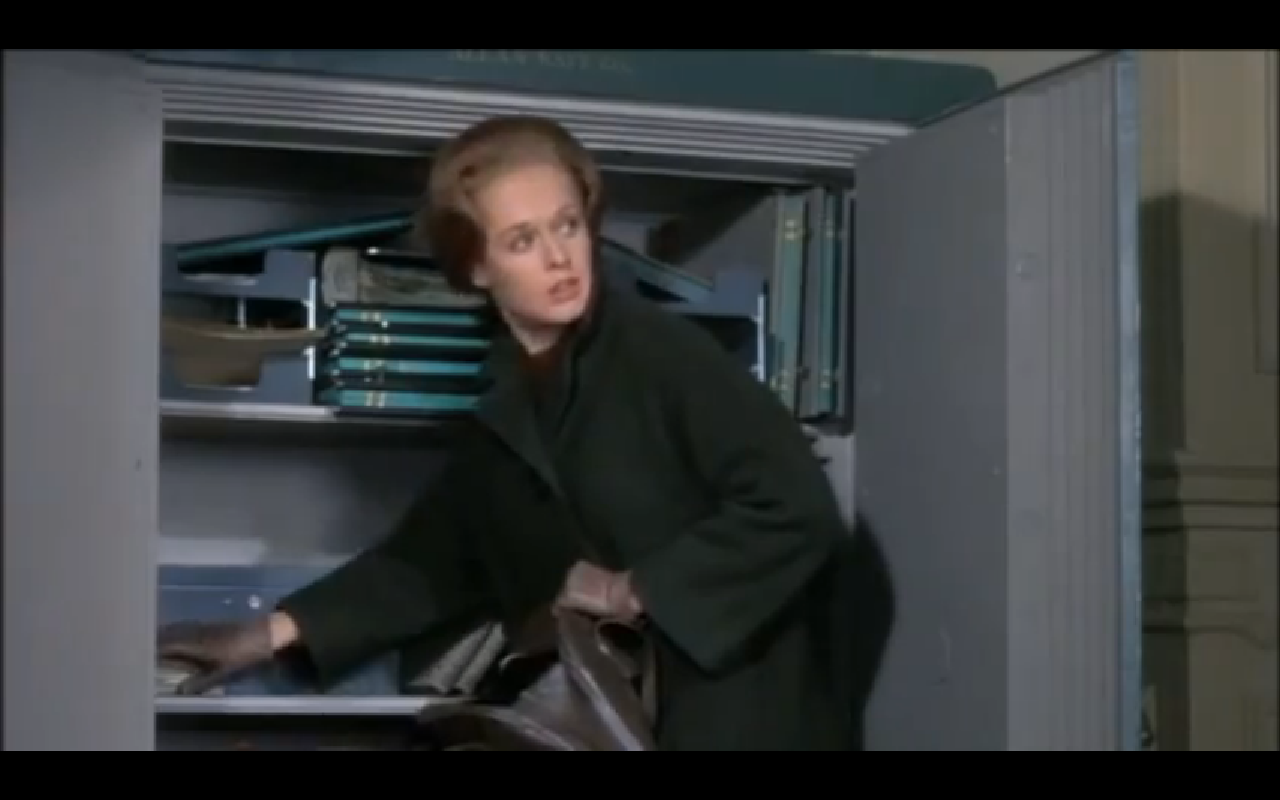
Dans Marnie, Tippi Hedren joue le rôle d'une voleuse compulsive.

Pas de printemps pour Marnie est l'histoire d'une jeune femme névrosée, menteuse et voleuse compulsive. Après avoir volé un employeur, elle change d'identité et se fait embaucher à un nouvel endroit. Lorsqu'elle se présente dans la maison d'édition que dirige Mark Rutland (Sean Connery), celui-ci la reconnaît et l'engage comme secrétaire comptable sans rien laisser paraître. Il lui fait la cour mais elle disparaît avec l'argent de son coffre. 
Mark s'en aperçoit, retrouve sa trace et lui propose une alternative : soit elle l'épouse, soit il la livre à la police. 
Après le mariage, Marnie se révèle être une femme frigide, ne supportant pas qu'un homme la touche. Elle tente même de se suicider pendant leur voyage de noces après qu'il l'avait forcée à un rapport sexuel. 
Mark découvre qu'elle lui ment en se disant orpheline. Il retrouve la trace de sa mère grâce à un détective. Marnie s'apprête alors une nouvelle fois à voler le coffre de sa compagnie mais Mark la surprend et l'emmène de force voir sa mère, espérant enfin découvrir la raison de la ou des névroses de Marnie. Effectivement, Marnie se remémore alors ce qui la hante depuis son enfance : à l'âge de 5 ans, à l'aide d'un tisonnier, elle a tué un marin qui brutalisait sa mère.

#### Tournage
Marnie marque la fin de la collaboration entre Hitchcock et Hedren. Pendant la préparation de Marnie, elle se fiance avec son agent, Noel Marshall. Cet événement déplaît fortement à Hitchcock qui répète constamment à Hedren qu'un acteur ne doit pas se marier mais rester dévoué à son travail,.

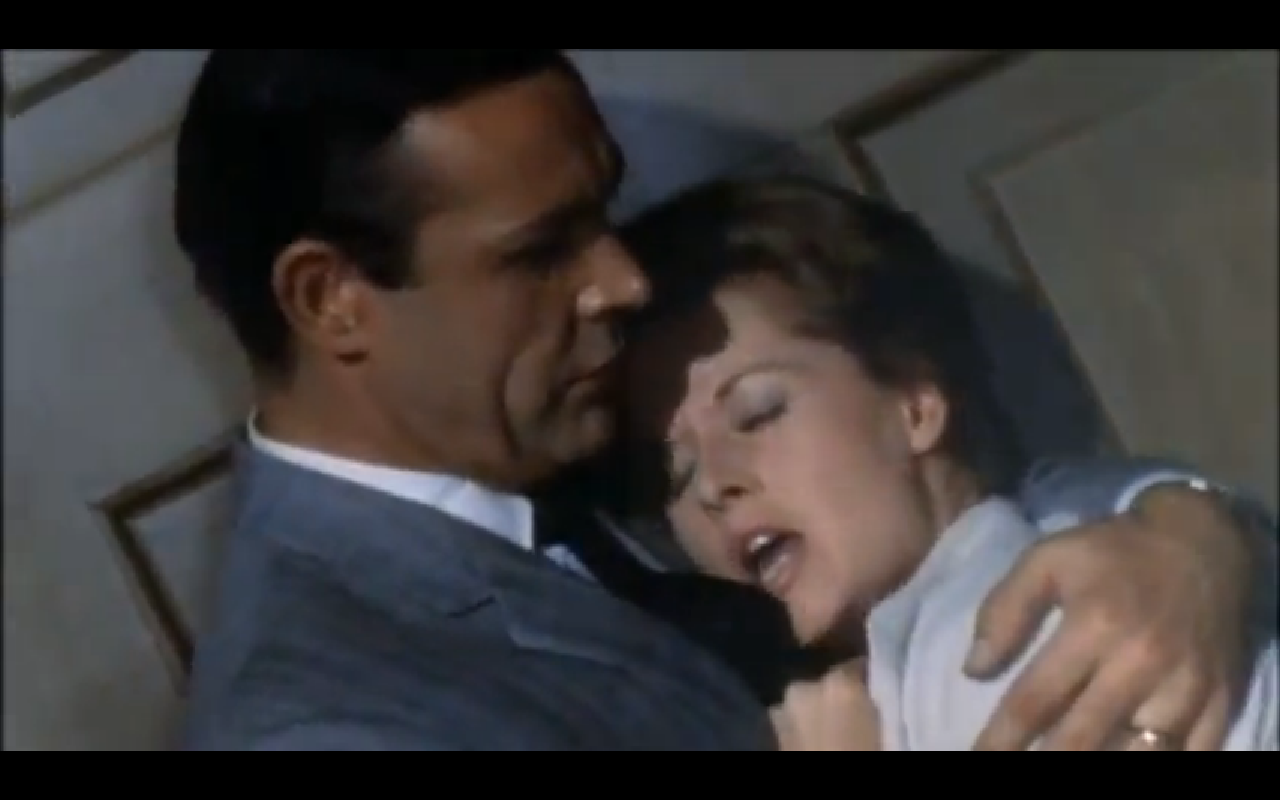
Dans Marnie, Mark Rutland (Sean Connery) essaye de posséder Marnie. Hors plateau, Hitchcock tente de faire pareil avec Tippi Hedren.

Le tournage, reporté à la suite de l'assassinat du président des États-Unis, John Fitzgerald Kennedy, commence le 26 novembre 1963,. La première moitié est achevée à la période de Noël et les scènes les plus difficiles sont prévues pour l'année suivante. La tension entre le réalisateur et son actrice principale est constante. Hedren fait de son mieux pour le repousser. Il lui raconte un jour l'un de ses rêves : « Vous étiez dans le séjour de ma maison de Santa Cruz, et il y avait une lueur, un arc-en-ciel, autour de vous. Vous êtes venue près de moi et m'avez dit : « Hitch, je vous aime. Je vous aimerai toujours... » Ne comprenez-vous pas que vous êtes tout ce que j'ai jamais rêvé d'avoir ? » Hedren lui répond alors que « c'était un rêve Hitch, rien qu'un rêve,. »
Selon l'actrice Diane Baker, qui joue la rivale de Marnie dans le film, Hitchcock se sert d'elle pour provoquer Hedren. Le plus difficile pour elle est de voir la manière dont le réalisateur traite sa partenaire,. Régulièrement invitée à déjeuner chez lui, Baker est stimulée par les conversations mais se sent mal à l'aise car Hedren est toujours absente,. D'autre part, sur le plateau, lorsque cette dernière se trouve à proximité, Hitchcock parle à Baker et lui dit quelque chose de « méchant » à propos d'Hedren, dans l'espoir que ses paroles la blessent. Il rassure néanmoins Baker qu'il ne dit jamais rien de semblable à son sujet,. La jeune actrice, perturbée par cette situation, ne souhaite plus écouter ses médisances, ce qu'Hitchcock apprend lorsqu'une personne du studio lui rapporte une conversation qu'il a eue avec elle,.
Fin janvier 1964, Hedren demande deux jours de congés pour aller à New York et recevoir le prix de l'actrice la plus prometteuse de l'année que le magazine Photoplay souhaite lui remettre. Il est également prévu qu'elle fasse une apparition au talk show de Johnny Carson, The Tonight Show. Hitchcock refuse de lui accorder cette permission et appelle la chaîne pour annuler la remise du prix et l'interview. Furieuse et incapable de retenir sa colère, Hedren, au cours d'une violente altercation en présence de l'équipe du film, traite le réalisateur de « gros porc ». À partir de cet instant, Hitchcock donne ses indications par intermédiaires à celle qu'il appelle dorénavant « cette fille,. » Le seul commentaire qu'il donne à ce propos est à son biographe, John Russell Taylor : « Elle a fait ce que personne n'est autorisé à faire. Elle a fait mention de mon poids,. »

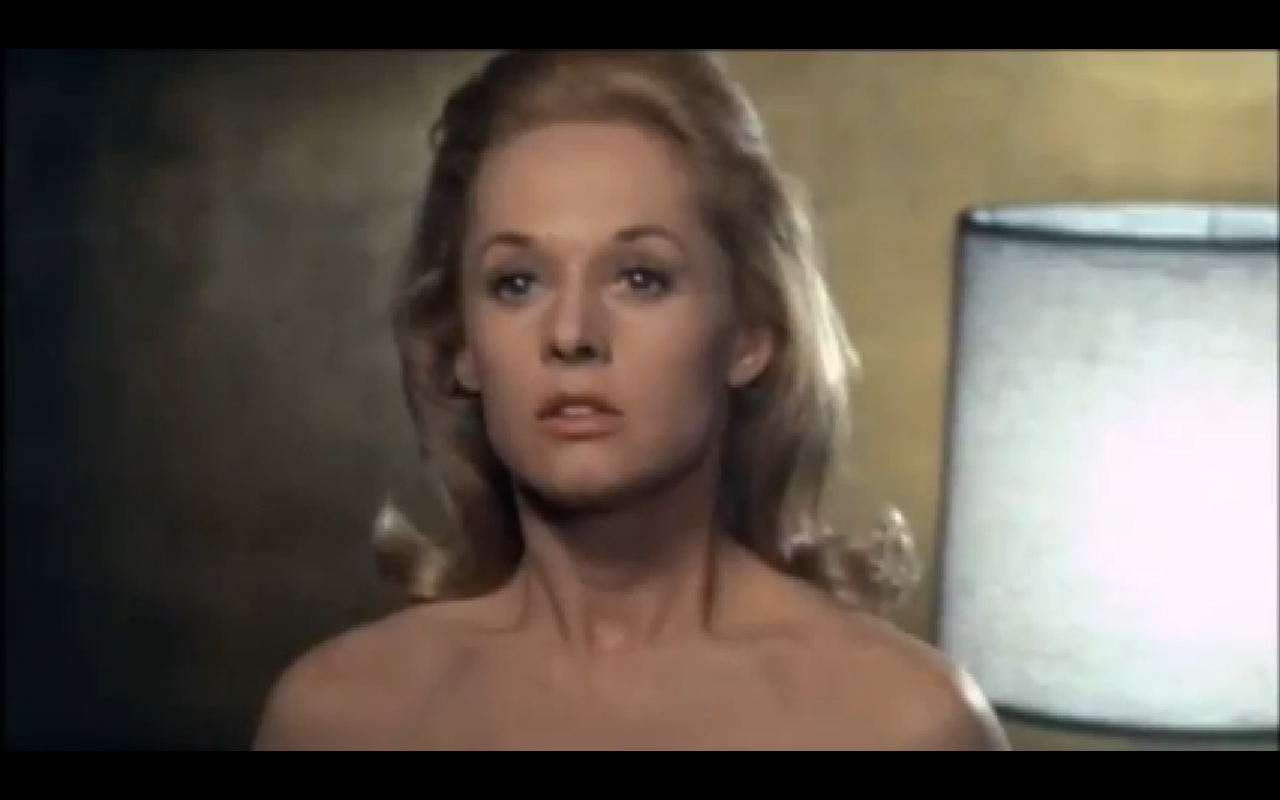
Tippi Hedren dans Marnie.

Hedren reste discrète malgré la situation qu'elle traverse. Jay Presson Allen lui conseille alors de finir le film et de reprendre ensuite le cours de sa vie et d'être heureuse,. D'autre part, Virginia Darcy essaye d'intervenir auprès d'Hitchcock en lui demandant de ne plus être possessif envers Hedren,. L'épouse d'Hitchcock vient, quant à elle, lui présenter ses excuses et s'avoue navrée de ce qu'elle subit même si elle ne fait rien pour l'aider,. Bien qu'elle essaie de ne jamais se trouver seule en sa présence,, Hitchcock se rend dans la loge d'Hedren fin février et lui fait une « proposition sexuelle qu'elle ne pouvait ni ignorer ni traiter avec désinvolture, » selon Donald Spoto. Le mois suivant, alors qu'elle s'apprête à tourner la scène où Sean Connery la sauve du suicide, le réalisateur lui demande de se rendre dans son bureau. Hitchcock lui demande alors « comme si c'était la chose la plus naturelle au monde, qu'à partir de ce moment, il s'attendait à me voir être sexuellement disponible et accessible pour lui - chaque fois qu'il le désirait, » se souvient Hedren. Consternée et humiliée,, l'actrice rejette toutes les demandes du réalisateur, et c'est à ce moment qu'elle décide, après près de trois années d'efforts à essayer de faire face, de mettre un terme à leurs rapports,.
Après le tournage de Marnie, Hedren demande que son contrat lui soit rendu. Hitchcock refuse en lui rappelant qu'elle doit s'occuper de ses parents et de sa fille. Mais Hedren a pris sa décision et lui répond que personne ne veut qu'elle soit aussi malheureuse. Hitchcock lui dit alors : « Je vais ruiner votre carrière », ce qui importe peu à Hedren qui souhaite avant tout sortir de cette « horrible situation,. »
À cause du pouvoir des studios dans les années 1960 et le fait que les plaintes pour harcèlements sexuels n'existent pas encore, Hedren ne peut rien faire contre Hitchcock. Elle ne parle de cette situation à personne, pas même à ses parents de peur de les affecter,.

##### Réception du film

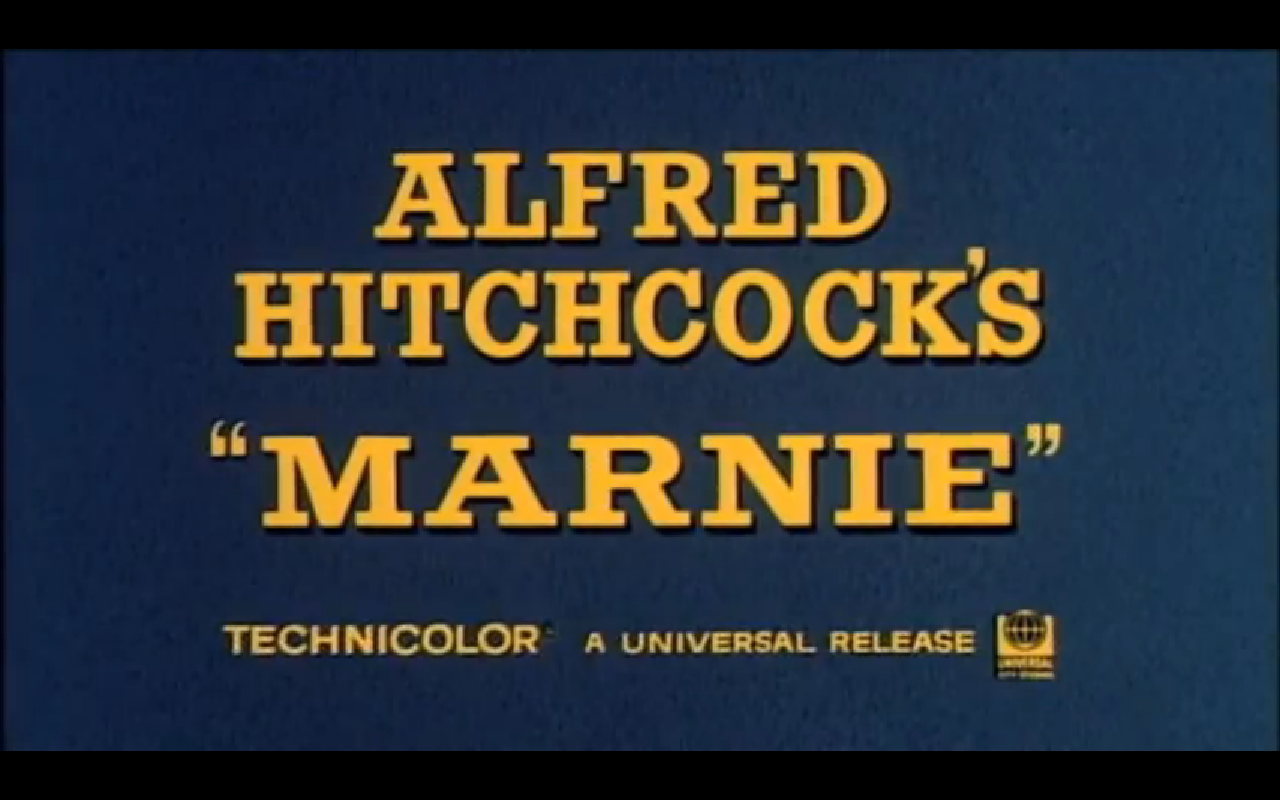
Marnie reçoit des critiques en majorité défavorables lors de sa sortie.

Marnie sort le 22 juillet 1964 aux États-Unis et le 6 novembre 1964 en France sous le titre Pas de printemps pour Marnie. Le film reçoit des critiques en majorité négatives. Le New York Times évoque « une fascinante étude d'une relation sexuelle et le film le plus décevant du maître depuis des années,. » Pour le New Yorker, il ne s'agit que d'un « film stupide et lamentable » tandis que le Los Angeles Times le trouve « improbable de façon insistante » et « efficace seulement par moments. » Le New York Post écrit cependant qu'il s'agit d'un Hitchcock « supérieur » grâce à « la chaleur humaine et à la compassion. »

En France, Le Figaro n'y voit qu'un film « ennuyeux, geignard, sans mystère, sans malice et sans humour. » Les Lettres françaises décrit l'histoire comme « laborieuse de traumatisme infantile » qui « distille un profond ennui. » Pour Combat, Marnie est un film qui « excite l’esprit et taquine les nerfs » et se rapproche de Sueurs froides (1958), autre film d'Hitchcock ; et Télérama le voit comme le « plus beau film d'Hitchcock » et s'insurge contre les critiques faites au film : 

« Rarement critiques furent plus féroces que celles qui ont accueilli Marnie : en dehors du compte-rendu publié dans ces colonnes, on ne lit partout qu’invectives et dénigrement. Cette volonté unanime de saccager le mythe d’Alfred Hitchcock a néanmoins quelque chose de suspect. À l’admiration inconditionnelle de naguère succède une allergie sans rémission. Ce qui passait hier pour être intelligent, mené de main de maître, se trouve aujourd’hui conspué, ravalé plus bas que terre. »

— Henry Chapier, Combat
Marnie rapporte 7 000 000 de dollars au box-office, dont 3 300 000 dollars aux États-Unis, pour un budget de 3 000 000 de dollars.

#### Après Hitchcock, de Chaplin à la découverte de l'Afrique: 1965 - 1970

##### AprèsMarnie(1965 - 1966)

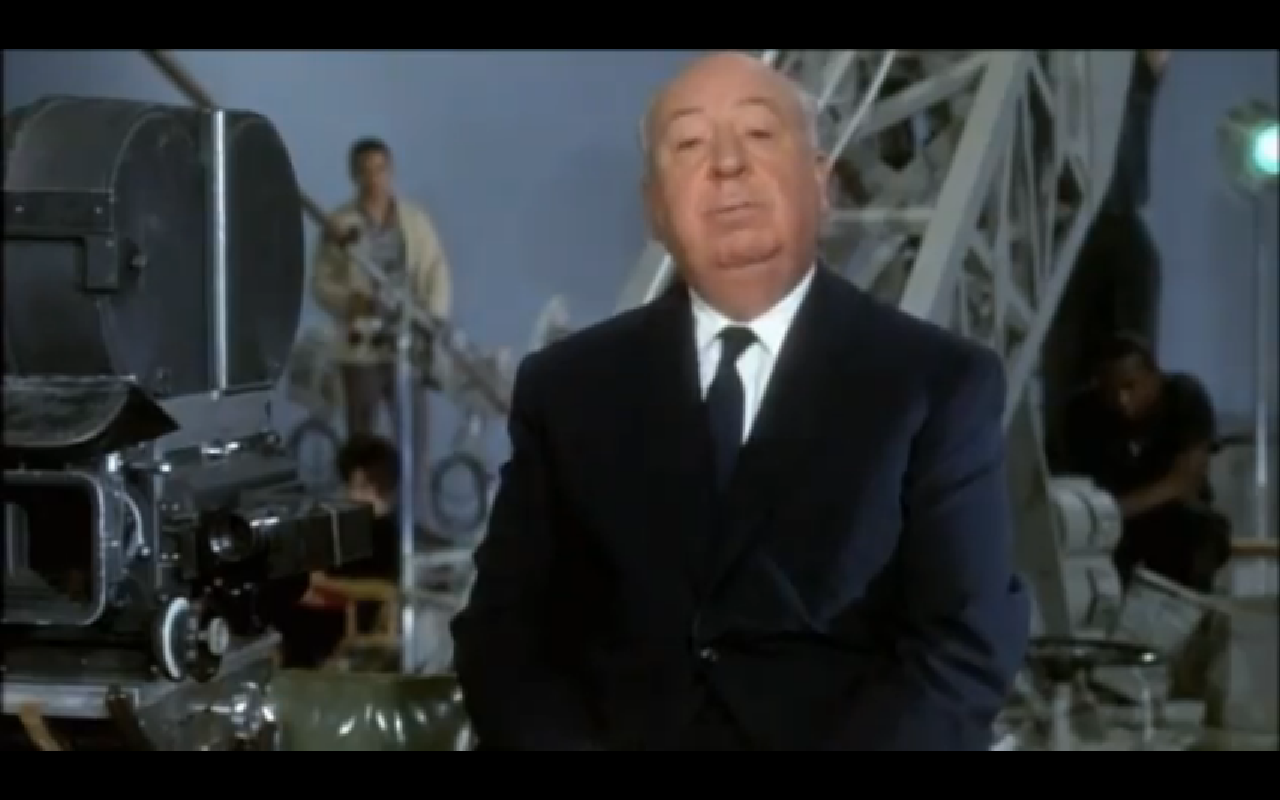
Après Marnie, Hitchcock fait en sorte de ruiner la carrière d'Hedren en refusant toutes les propositions de films qu'il reçoit pour elle.

Après Marnie, Hedren est l'actrice la plus en vue à Hollywood et plusieurs réalisateurs et producteurs souhaitent l'avoir dans leurs films. Hitchcock est cependant, d'après les termes de son contrat, autorisé à accepter ou refuser toutes les offres qu'il reçoit pour elle,. Lorsqu'il est contacté par des réalisateurs comme Ralph Levy qui veut faire jouer Hedren dans Les Séducteurs (1964) avec Marlon Brando et David Niven,, Edward Dmytryk pour Mirage (1965) avec Gregory Peck, ainsi que François Truffaut pour Fahrenheit 451 (1966) avec Oskar Werner,, Hitchcock les informe qu'elle n'est pas disponible,. Il continue de lui payer un salaire de 600 dollars par semaine et refuse toutes les autres offres qu'il reçoit pour elle.
Il essaye toutefois de la convaincre de jouer de nouveau pour lui dans un film intitulé Mary Rose mais Hedren refuse catégoriquement de revenir sur sa décision,. Lorsqu'il finit par donner le contrat à Universal, elle se voit obligée d'apparaître dans deux de leurs séries télévisées : Haute Tension (1964) et Match contre la vie,. Lorsque le studio lui demande de jouer dans un western pour la télévision, elle refuse et récupère finalement son contrat. Elle est ravie de pouvoir accepter de nouveaux films, mais ignore qu'elle est diffamée par Hitchcock à Hollywood,.

##### La Comtesse de Hong Kong(1967)
Elle est alors contactée par le réalisateur Charles Chaplin qui prépare son prochain film, La Comtesse de Hong-Kong, et lui propose de jouer l'un des rôles principaux aux côtés de Marlon Brando et Sophia Loren. Le film raconte l'histoire de Ogden Mears (Brando), un riche diplomate américain, qui, lors d'une croisière, loue les services d'une comtesse russe mais également call girl (Loren) pour la nuit. De retour sur le paquebot, il la trouve dans sa cabine et décide de la cacher avant de finalement tomber amoureux d'elle. Cependant, son épouse Martha (Hedren) l'attend à son arrivée à Hawaï et un divorce ruinerait ses ambitions politiques.

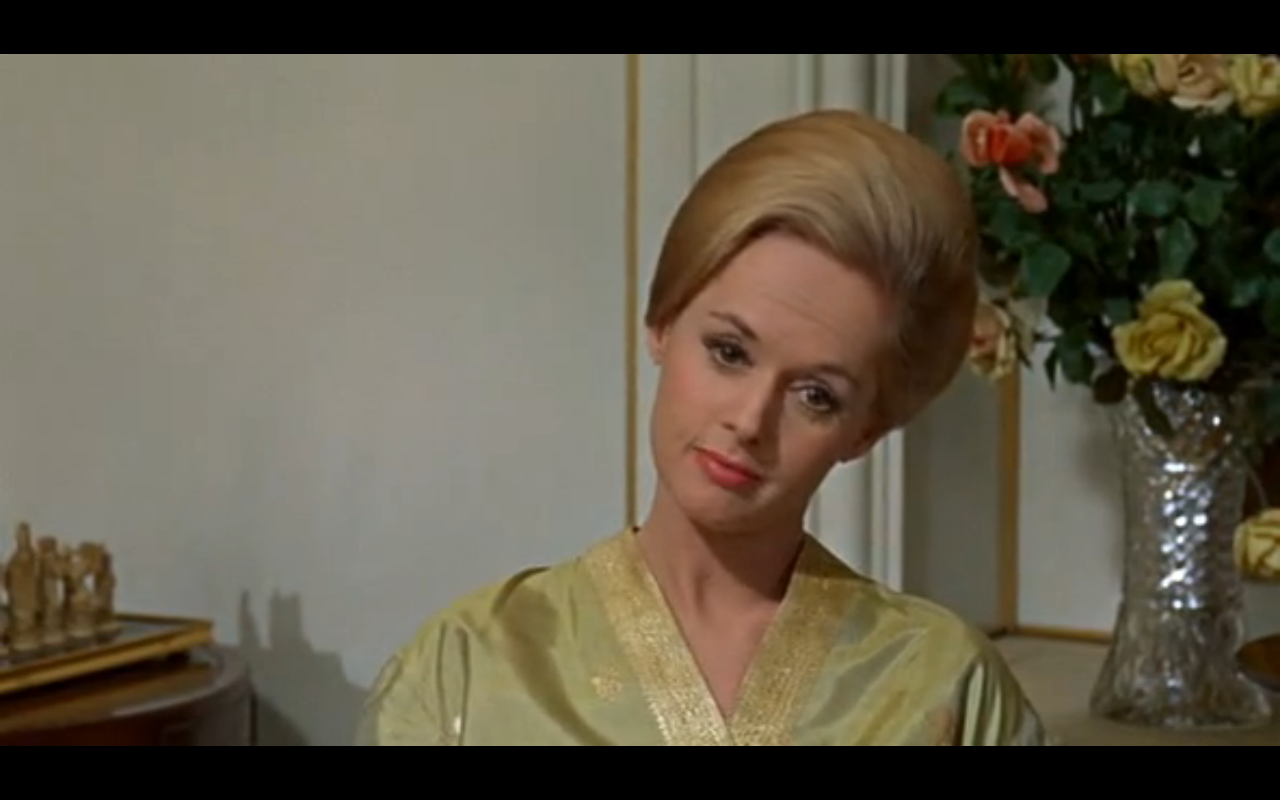
Tippi Hedren dans La Comtesse de Hong Kong.

Comme Brando, Hedren doit accepter de faire le film sans lire le scénario, Chaplin ayant peur que l'histoire soit divulguée à la presse. Lorsqu'elle se rend à Londres pour le tournage, Hedren découvre que son personnage, l'épouse de Brando, n'apparaît qu'à la fin et dans seulement quatre scènes. Chaplin lui confie alors qu'il souhaitait absolument l'avoir pour ce film et qu'il avait peur qu'elle refuse s'agissant d'une apparition. Hedren lui répond qu'elle l'aurait fait de toute façon, tous les acteurs de l'époque demandant à y figurer,. Elle lui demande s'il peut lui écrire quelque scènes supplémentaires mais cela implique de changer la construction du film et Chaplin ne peut s'y résoudre,.
Travailler avec lui est pour Hedren très amusant mais aussi étrange,. Elle expérimente une nouvelle méthode de travail, totalement à l'opposé de celle d'Hitchcock. En effet, Chaplin mime chaque scène du film et demande à son acteur de reproduire ce qu'il fait,. Le réalisateur apprécie qu'elle soit facile à diriger et admire le fait qu'elle soit une actrice détendue,.
Sorti en 1967, La Comtesse de Hong Kong est un désastre aussi bien commercial que critique. The New York Times le décrit comme « épouvantable, » tandis que Variety estime qu'il s'agit d'une « farce,. » Ayant tourné ses premiers films avec Hitchcock et Chaplin, le début de carrière d'Hedren est, selon la presse de l'époque, « spectaculaire. » Ces trois premières expériences ayant été pour elle très spéciales, elle déclare vouloir attendre pour un autre projet de la même envergure,.
Toujours en 1967, elle se distingue dans une pièce, A Hatful Of Rain, saluée et qualifiée de l'une « des plus puissantes soirées au théâtre » par la critique,.

##### Satan's Harvest(1970)

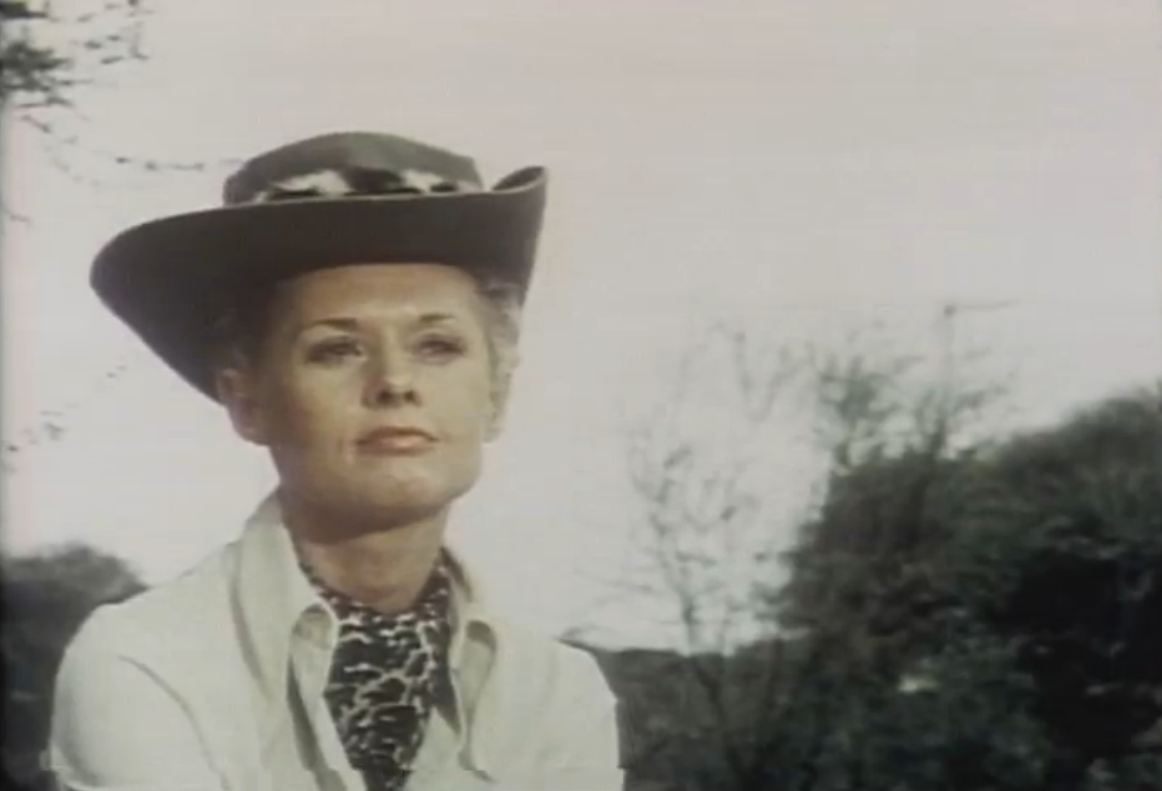
Tippi Hedren accepte de tourner Satan's Harvest seulement parce qu'il peut lui permettre d'aller en Afrique.

Elle choisit finalement d'apparaître en 1970 dans le film Tiger by the Tail de R. G. Springsteen où elle joue la fiancée d'un héros du Viêt Nam accusé du meurtre de son frère et qui mène l'enquête avec lui afin de trouver le vrai meurtrier. Puis, elle accepte le film Satan's Harvest (1970) de et avec George Montgomery pour la seule raison qu'il est tourné en Afrique,. Montgomery joue le rôle de Cutter Murdock, un homme qui se rend sur le domaine africain dont il vient d'hériter. Il doit cependant faire face à des malfrats qui essayent de le faire partir pour continuer à faire pousser une drogue, la Satan's Harvest, sur son terrain.
Le tournage s'avère éprouvant comme lorsque l'équipe tourne une scène sur le bord du fleuve Limpopo et doit faire face à une famille de cobras,.
Cependant, c'est en faisant ce film que la vie d'Hedren prend un nouveau tournant. Sa « rencontre » avec un lion lui fait immédiatement penser qu'il y a beaucoup à découvrir sur les grands félins,.
Lors d'une visite au parc national de Gorongosa, son mari et elle découvrent une maison abandonnée où habitent 30 lions avec leurs petits. C'est en les regardant dormir au bord des fenêtres, sur une balançoire ainsi que sur des rocking chairs que leur vient l'idée de tourner un film sur le sujet,.

#### Roar

##### Développement
Noel Marshall écrit alors entre 1969 et 1970 un scénario d'abord intitulé Lions, Lions and More Lions, puis rebaptisé Roar et qui est aujourd'hui considéré comme le film le plus dangereux jamais fait. Croisement entre Les Oiseaux et Vivre libre,, Roar suit l'histoire de Madeleine (Hedren), une femme qui emmène ses enfants dans la jungle africaine pour aller voir son mari Hank (Marshall), un scientifique excentrique, et dont elle est depuis longtemps séparée. Hank, qui s'est toujours battu pour la défense d'espèces en danger, vit dans un ranch où, entouré de lions, tigres et panthères, il passe son temps à soigner les indigènes.
Pour les besoins du tournage qui prévoit neuf mois de prises de vues, l'équipe pense utiliser des animaux sauvages dressés à Hollywood,. Cependant, après avoir lu le scénario où il faut gérer au moins 40 lions qui vivent dans la même maison, les dresseurs refusent expliquant que la situation est trop dangereuse à gérer à cause de l'instinct naturel des fauves à se battre. Ils leur suggèrent néanmoins d'utiliser leurs propres animaux pour faire le film,.
Hedren et Marshall récupèrent alors un petit lion sauvé par un médecin,. Le couple commence à élever ces félins dans sa propriété de Sherman Oaks à Los Angeles qu'il récupère dans des cirques ou des zoos,. Il passe plusieurs mois à voir grandir les lionceaux, une expérience merveilleuse et unique pour Hedren, et partage entièrement leurs vies jusqu'à dormir avec eux,. Comme il est interdit d'élever ce genre d'animaux chez soi, le couple achète un ranch à Acton en Californie et recueille alors différents tigres, éléphants, pumas et guépards,.

##### Financement

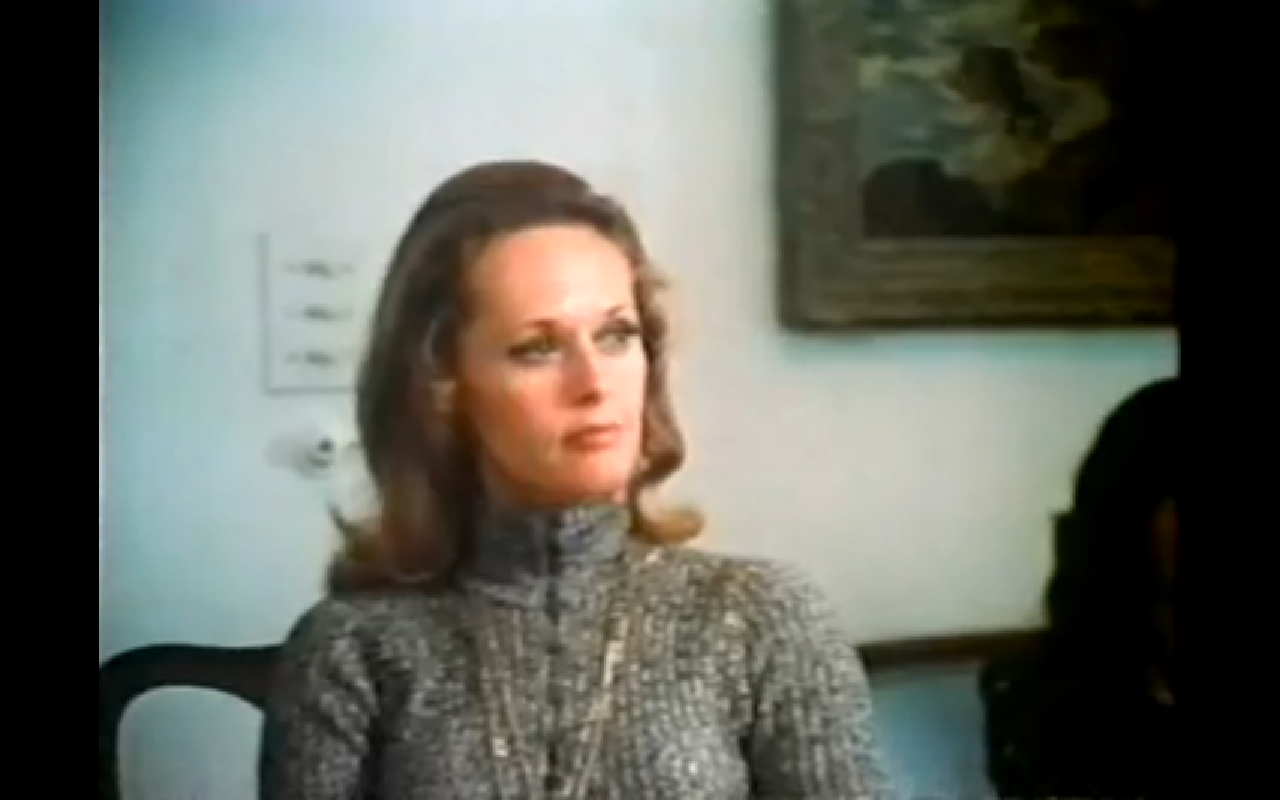
Tippi Hedren dans The Harrad Experiment.

Afin de financer le film, Hedren et Marshall hypothèquent leurs biens, y compris leur ranch qui sert pour le tournage et vendent leur maison de Beverly Hills ainsi que plusieurs biens immobiliers,. Leurs finances, à un moment si précaire, contraignent Hedren à mettre en gage ses bijoux,. D'autre part, Noel Marshall produit L'Exorciste (1973) ainsi que deux films dans lesquels joue son épouse. Le premier, Mister Kingstreet's War (id.), tourné en 1970 juste après Satan's Harvest, se déroule en Afrique. Hedren y joue la directrice d'une réserve animalière aux côtés de John Saxon au moment où éclate la Seconde Guerre mondiale.
Dans le second, The Harrad Experiment, également sorti en 1973, elle interprète une enseignante d'un collège expérimental où tous les étudiants vivent ensemble. Adapté du roman éponyme de Robert Rimmer, souvent considéré comme obscène à cause de son contenu. Produit pour 400 000 dollars, le film, qui aborde les thèmes de la possession, de la jalousie et du mariage, ne l'est pas selon Hedren. Elle y voit plutôt un film qui peut être instructif pour les adolescents,. Lors de sa sortie, le film reçoit des critiques mitigées. Certains le comparent à un « soap opéra, » tandis que d'autres reprochent la promotion fautive, digne d'une œuvre pornographique, détournant, selon eux, de potentiels spectateurs d'un film intéressant,.

##### Tournage
Le tournage de Roar commence en 1974 et se fait en famille. En effet, les fils de Noel Marshall, Jerry (également monteur) et John, jouent ses enfants dans le film. Son autre fils, Joel, travaille comme directeur artistique et sa fille Mona tient le poste d'assistant réalisateur. Melanie Griffith, devenue actrice, joue la fille du couple,.
Les problèmes surviennent dès le départ.
Le film est tourné de la même manière qu'un documentaire. Chaque scène impliquant des animaux sauvages est improvisée et tournée avec au moins quatre caméras, parfois huit,. De plus, aucun des lions, tigres, léopards et pumas n'est dressé,.
Les membres de l'équipe sont blessés à plusieurs reprises. Hedren se fracture une jambe après être tombée d'un éléphant,. Elle est ensuite mordue à l'arrière de la tête par une lionne et reçoit 38 points de suture lors d'une intervention chirurgicale à plaie ouverte,. Melanie Griffith est elle aussi mordue à la tête par un lion et reçoit 50 points de suture au visage,, tout comme le directeur de la photographie, Jan de Bont, qui lui en reçoit 120 pour recoudre son cuir chevelu,. Noel Marshall est, quant à lui, blessé à la main lorsqu'il essaye de séparer deux lions qui commencent à se battre. Hedren se trouve en Argentine où elle tourne en parallèle un film intitulé Allá donde muere el viento lorsqu'elle apprend la nouvelle,.
Le tournage est arrêté provisoirement en 1978 après qu'une inondation, à la suite de la rupture d'un barrage, tue plusieurs lions et détruit les décors. Les dégâts coûtent 4 millions de dollars à la production,. Puis, en 1979, un incendie menace le ranch et les animaux doivent être évacués,.
Hedren et Marshall sont si sûrs du succès de Roar qu'ils restent déterminés à le finir et achèvent finalement le tournage en 1980, soit cinq années après les premières prises de vues,.

##### Sortie
Roar sort en 1981 partout dans le monde à l'exception des États-Unis. Les distributeurs américains refusent que les lions du film bénéficient d'un quelconque profit,. Hedren refuse de céder et le film ne rapporte que 2 millions de dollars alors qu'il en a coûté 17 millions, ce qui en fait l'un des plus gros échecs commerciaux du cinéma.
Variety décrit Roar comme le plus grand « désastre de l'histoire d'Hollywood, » malgré les intentions « nobles » de Marshall et d'Hedren,. Cette dernière publie en 1985 un livre coécrit avec Theodore Taylor, The Cats of Shambala et dans lequel elle raconte cette expérience qu'elle qualifie d'« obsession,. » En ce qui concerne les erreurs de jugement qui ont conduit à l'échec du film, Hedren admet qu'elle « ne pouvait pas voir au-delà de nos propres espoirs et égos,. »

#### Des années 1980 à aujourd'hui

##### Années 1980 et 1990
Après Roar, Tippi Hedren joue aux côtés de Leslie Nielsen dans le film Foxfire Light (1982) puis apparaît épisodiquement à la télévision dans des séries telles que Pour l'amour du risque (1983) ou Histoires de l'autre monde (1984). En 1985, elle fait une brève apparition, le temps d'une scène qu'elle partage avec sa fille Melanie, dans l'un des épisodes du pilote de Alfred Hitchcock présente, créée d'après la série homonyme d'Hitchcock. La même année, alors qu'elle fait la promotion de son livre, The Cats of Shambala, elle explique que plus elle s'implique dans la cause animale, plus sa carrière d'actrice est sur la pente descendante,.
À partir des années 1990, Tippi Hedren apparaît de manière plus prolifique au cinéma et à la télévision dans des productions qui rendent parfois hommage au cinéma d'Hitchcock ou à son travail avec elle. Dans In the cold of the night (1990), elle joue une femme effrayée par les oiseaux, et en 1991, elle fait une apparition dans le téléfilm Shadow of a Doubt, remake de L'Ombre d'un doute (1943) de Hitchcock. Elle participe également à la série La Vie à tout prix (1998). L'épisode, tourné en noir et blanc et intitulé Psychodrama (Un oiseau aux trousses en français), fait référence aux films les plus connus du cinéaste dont Sueurs froides, Psychose, Fenêtre sur cour ainsi que Les Oiseaux et Marnie,. Le nom du personnage d'Hedren, Alfreda Perkins, est un dérivé entre le prénom d'Hitchcock et le nom de l'acteur principal de Psychose, Anthony Perkins,.
Universal lui propose ensuite de jouer dans la suite des Oiseaux mais dans un rôle différent. Réalisé par Rick Rosenthal, le téléfilm Les Oiseaux 2 (1994) narre l'histoire d'un couple, joués par Brad Johnson et Chelsea Field, qui vient passer ses vacances sur Gull Island. Dès leur arrivée, le personnage de Johnson remarque les nombreux oiseaux qui habitent sur l'île et prend conscience du danger lorsqu'il se fait attaquer par un goéland.
Hedren joue Helen, la propriétaire d'un commerce, elle-même préoccupée par les oiseaux et par tout ce qui se passe dans le monde sur le plan écologique,. Contrairement au premier film, Les Oiseaux 2 explique les attaques des oiseaux et tente de démontrer que l'homme en est responsable à cause de sa destruction de la planète,. Avant la diffusion du film sur la chaîne Showtime, Hedren accorde une interview à l'émission Entertainment Tonight et fait part de son mécontentement à propos de cette suite. Elle regrette de ne pas être l'actrice principale et avoue ne pas oser penser à ce qu'Hitchcock dirait du résultat,. Les Oiseaux 2 reçoit en majorité des critiques négatives. Ken Tucker de Entertainment Weekly déplore le jeu des acteurs qui « n'ont que très peu à faire à part élargir les yeux dans les moments de terreur » et donne raison à Rosenthal pour avoir choisi d'être crédité sous le pseudonyme réservé aux réalisateurs mécontents de leur film, Alan Smithee,. James Endrst, du Hartford Courant, explique que le scénario est prévisible, sans aucun moment de suspense et écrit que l'idée d'une nouvelle suite l'ennuie encore plus,. Lynn Hoogenboom, du Lawrence Journal-World, est plus enthousiaste, ravie que les attaques d'oiseaux soient expliquées et trouve le film plutôt bon, même s'il est, selon elle, « impossible de ne pas le comparer à l'original,. »
Bien qu'elle ne comprenne pas pourquoi elle ne reçoit pas plus de propositions de film,, Hedren se dit heureuse de pouvoir jouer dans plusieurs genres différents,.
En 1994, le réalisateur John Landis lui propose de jouer dans la série Dream On. Elle apparaît alors dans cinq épisodes entre 1994 et 1996, ravie de pouvoir faire pour la première fois de la comédie,. Elle est dirigée dans un film du même genre, Citizen Ruth (1996), dont le sujet principal est l'avortement, par Alexander Payne et dans lequel elle donne la réplique à Laura Dern. En 1998, elle joue dans I Woke Up Early the Day I Died, mis en scène d'après un scénario d'Ed Wood, qualifié de « plus mauvais cinéaste de l'histoire du cinéma ». Ce film, qu'elle considère comme « incroyable » et très drôle à faire,, a la particularité d'être sans dialogue. Hedren est également présente aux génériques de séries télévisées le temps d'un épisode comme dans Amour, Gloire et Beauté (1990), Perry Mason (1993) et Arabesque (1994) où elle joue face à Mickey Rooney et Angela Lansbury qu'elle décrit comme la femme la plus charmante qu'elle ait rencontrée,. Elle participe aussi à plusieurs courts-métrages dont elle apprécie beaucoup les scénarios,.

##### Des années 2000 à aujourd'hui

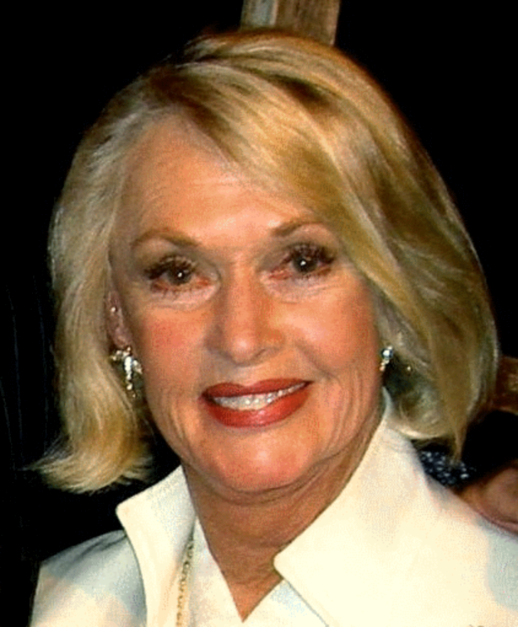
Tippi Hedren en 2006.

Hedren continue, tout au long des années 2000, à prendre plaisir à jouer dans divers projets,. En 2004, elle tient l'un des rôles secondaires du film J'adore Huckabees avec, entre autres, Dustin Hoffman, Lily Tomlin, Isabelle Huppert, Jude Law, Mark Wahlberg et Naomi Watts. Le réalisateur, David O. Russell, est réputé pour son comportement violent sur les tournages, et des vidéos de ses altercations avec Tomlin sont diffusées sur Internet,. Hedren parvient à bien travailler avec lui mais se demande constamment comment va s'effectuer le montage,. Elle pense que ce film « étrange » est, d'une certaine manière, réussi,. L'année suivante sort un film indépendant intitulé Diamond Zero. Après avoir lu le scénario qu'elle pense être complètement décalé, Hedren accepte immédiatement. Elle joue une femme « diabolique, » intéressée par une machine qui rend possible la fabrication de diamants avec les cendres d'un homme,.
En 2006, les producteurs de la série Les 4400 doivent faire face au départ de l'une de leurs actrices principales, Laura Allen, au début du tournage de la troisième saison. Le scénario est alors réécrit et son personnage est vieilli de 50 ans,. Hedren se voit alors offrir le rôle d'Allen pour le premier épisode et, avant de se rendre à Vancouver pour le tournage, regarde tous les précédents épisodes. Elle partage plusieurs scènes avec l'acteur Mahershala Ali dont elle admire énormément le jeu,. La même année, elle joue le rôle d'une mère et grand-mère dans le feuilleton Fashion House avec Bo Derek puis fait une apparition dans la série Les Experts (2008) et prête sa voix au personnage de la mère de Wonder Woman dans Batman : L'Alliance des héros (id.),.

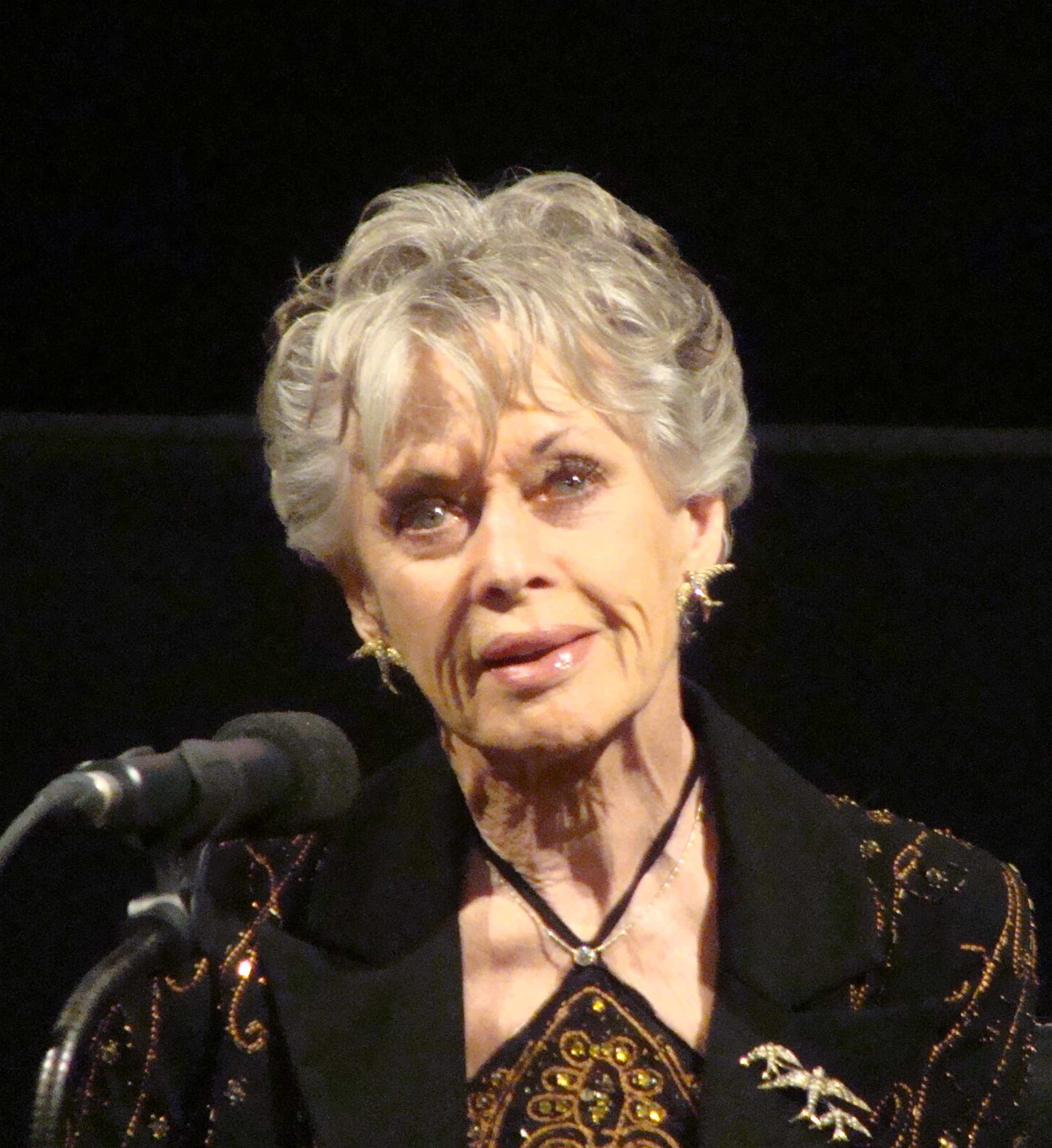
Tippi Hedren en 2015.

En 2012, elle tourne dans le film de Billy Bob Thornton, Jayne Mansfield's Car, aux côtés de Kevin Bacon, Robert Duvall et John Hurt. Elle apprécie le tournage avec Thornton ainsi que sa technique de ne pas faire de répétitions,. Néanmoins, la version finale du film ne montre que le derrière de sa tête dans un cercueil,. Toujours en 2012, Hedren est au générique du premier épisode de la troisième saison de Raising Hope, aux côtés de sa fille Melanie. Le scénario la fait rire aux larmes,. Elle joue le rôle d'une morte qui laisse un message vidéo et dont le personnage de Cloris Leachman enlève la robe alors qu'elle se trouve déjà dans son cercueil,.
La même année, elle participe en tant que conseillère sur le film The Girl qui traite de sa relation avec Alfred Hitchcock. Un autre film sur la vie de ce dernier, intitulé Hitchcock, sort en 2012. Hedren, à la demande de l'acteur Anthony Hopkins qui prête ses traits au réalisateur, est invitée à venir voir le tournage,.
En 2013, la série Cougar Town lui consacre le dernier épisode de sa quatrième saison intitulé Have Love Will Travel. Hedren y joue son propre rôle. L'héroïne de la série, Jules Cobbs, jouée par Courteney Cox, met tout en œuvre pour qu'Hedren rencontre son père dont elle est l'actrice fétiche.

## L'actrice vue par elle-même, ses collaborateurs et la critique
Au début des années 1960, Tippi Hedren est formée par Alfred Hitchcock pour devenir comédienne. Le réalisateur lui apprend comment rentrer dans la peau d'un personnage. Pour cela, Hedren lit plusieurs fois le scénario. Pour elle, ce qui est le plus important sont les relations avec les autres personnages et ce que son propre rôle en fait,.
Elle estime qu'il faut absolument connaître le script et préparer sa performance avant de tourner. C'est ainsi qu'elle sait comment elle va jouer tout au long du film et rejoint Hitchcock lorsqu'il pense qu'un film est terminé dès le premier jour d'un tournage,.
Hedren se déclare fière de sa performance dans Les Oiseaux mais avoue préférer Marnie pour la complexité du personnage,.
Ses collaborateurs et les critiques sont néanmoins partagés lors de la sortie des deux films. Pour Les Oiseaux, elle est jugée remarquable par les personnes associées au film bien qu'Evan Hunter regrette le manque d'alchimie qu'il y a entre Rod Taylor et elle,. Quant à la critique, Arthur Knight du Saturday Review reconnaît que la nouvelle découverte d'Hitchcock est « incontestablement une jolie blonde,. » Certains lui reprochent cependant de jouer d'une manière stylisée, un peu comme un mannequin,.

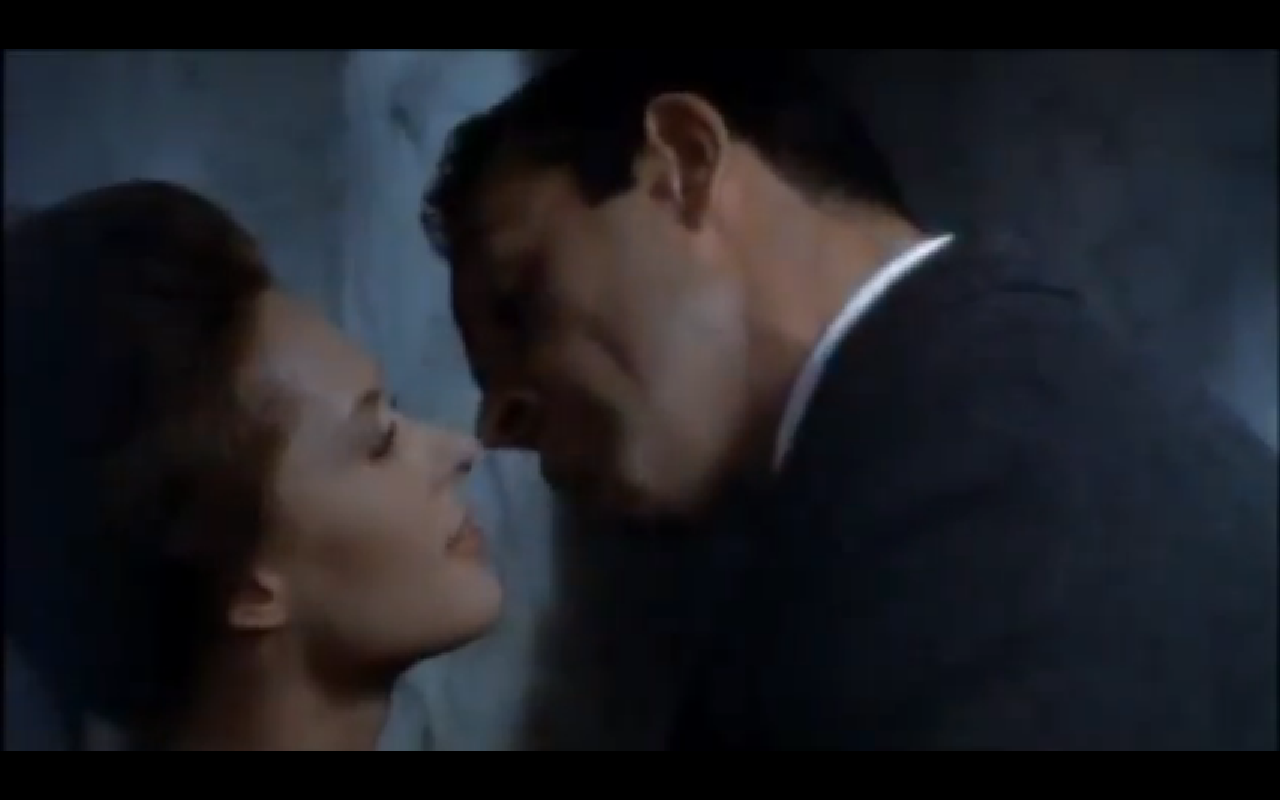
Hedren considère Marnie comme son meilleur rôle tandis que son partenaire Sean Connery pense qu'elle est l'une des actrices les plus sous-estimées à Hollywood.

Pour Marnie, la plupart des critiques émettent des doutes sur ses capacités d'actrice,.
Aux États-Unis, Eugene Archer du New York Times la décrit comme séduisante et prometteuse, tout comme son partenaire Sean Connery, mais déplore leur inexpérience,. Elle est convaincante pour Variety bien qu'Hitchcock « ne permet rarement d'elle un changement de rythme qui aurait rendu son personnage plus intéressant,. »
En France, les avis sont également divergents. Elle n'est qu'une « blonde fadasse et placide » pour Les Lettres Françaises et responsable de l'échec du film d'après Le Monde et Arts la décrit comme une « fausse Kim Novak. » Télérama est séduit par cette « interprète sublime de Marnie » et la compare à Ingrid Bergman, « c’est-à-dire une actrice dont le moindre regard, le moindre frémissement des lèvres prouve, s’il en était besoin, l’existence de l’âme. » Libération est également impressionnée par Hedren, « tout à fait impressionnante de vérité. »
La scénariste de Marnie, Jay Presson Allen, partage l'avis de ceux qui pense qu'elle n'est pas la personne idéale pour le rôle. Allen ajoute que l'interprétation d'Hedren est efficace, malgré les lacunes de son scénario qui ne l'ont pas aidée à être vulnérable,.
Le compositeur attitré d'Hitchcock, Bernard Herrmann, est plus dubitatif. D'après lui, il s'agit d'une actrice sans talent qui exploite l'engouement évident d'Hitchcock pour elle,.

Aujourd'hui, les interprétations d'Hedren dans Les Oiseaux et Marnie sont reconnues et appréciées par la critique. L'écrivaine Camille Paglia, professeure de sciences humaines à l'université d'arts de Philadelphie, également autrice d'une analyse sur Les Oiseaux trouve injuste qu'Hedren n'ait jamais obtenu la reconnaissance méritée pour son travail avec Hitchcock : 

« Je pense que la raison pour laquelle les critiques ne l'ont pas prise au sérieux est qu'elle est trop à la mode et par conséquent pas « sérieuse. » L'interaction entre Hedren et [Suzanne] Pleshette dans Les Oiseaux m'en dit plus sur les femmes que n'importe quel article sur la théorie féministe. Hitchcock saisit les subtilités de femmes en conflit les unes avec les autres. (...) Il sculpte le corps humain dans l'espace. Et j'aime la façon dont Hedren, avec un tel raffinement, tient une cigarette et un verre de martini,. »

 Sa performance dans Pas de printemps pour Marnie est considérée comme l'une des meilleures dans un film d'Hitchcock,. Le documentariste et écrivain Laurent Bouzereau la définit comme « extraordinaire » et l'une des actrices hollywoodiennes les plus sous-estimées,, avis partagé par Sean Connery,.
Parmi ses films suivants, Hedren continue à diviser. Pour son petit rôle dans La Comtesse de Hong Kong, le New York Times fait référence à sa peau « pitoyablement cireuse, » alors que Variety la trouve « superbe,. » En 1973, lors de la sortie de The Harrad Experiment, elle échoue finalement à devenir la nouvelle Grace Kelly d'après The Calgary Herald avec une performance jugée aussi « lumineuse qu'une ampoule 25 Watts,. » En 1994, son apparition dans Les Oiseaux 2 n'est qu'une distraction pour The Hartford Courant,.

Lorsqu'elle fait le bilan de sa carrière, Hedren considère qu'elle est à la fois comme « magnifique et merveilleuse » mais également « très décevante » : 

« C'est, au mieux, une carrière très difficile. Vous êtes toujours à la recherche d'un emploi. On parle de vous comme si vous étiez un morceau de viande. C'est vraiment difficile comme il est aussi merveilleux d'être une actrice. C'est à double tranchant,. »

Elle déclare ne plus prendre au sérieux ce qu'elle fait en tant qu'actrice comme elle en avait l'habitude par le passé et aime simplement s'amuser,.

## Popularité
En tant qu'actrice, Tippi Hedren est principalement connue pour ses interprétations dans Les Oiseaux et Pas de printemps pour Marnie, qui lui ont permis d'entrer dans la légende cinématographique.
De nombreuses actrices, parmi lesquelles Jodie Foster et Naomi Watts, la citent comme source d'inspiration,. En 2008, Foster et Watts sont, par ailleurs, photographiées par le magazine Vanity Fair en reprenant respectivement des poses des rôles des Oiseaux et de Marnie. Watts, qui se déclare fascinée par Hedren, qu'elle considère comme « merveilleuse,, » s'inspire de ces deux films pour son rôle dans le film Mulholland Drive (2002) de David Lynch,. Les deux femmes se rencontrent sur le tournage de J'adore Huckabees (2004) mais ne jouent pas de scènes ensemble.
Son interprétation de Marnie est la plus appréciée parmi les actrices. En effet, Bridget Fonda lui confie lorsqu'elle tourne le film Point de rupture (1998) avoir vu le film « un million de fois,. » D'autre part, Catherine Deneuve déclare dans plusieurs interviews que c'est un rôle qu'elle aurait beaucoup aimé jouer bien qu'elle ne pense pas qu'elle aurait été meilleure qu'Hedren,.

## Vie privée

### Vie familiale
Tippi Hedren épouse en 1952 le publicitaire Peter Griffith. Ensemble, ils ont une fille : Melanie Griffith, née le 9 août 1957. Ils divorcent en 1961.
Tippi Hedren est donc la grand-mère de Dakota Johnson (dont le père est l'acteur Don Johnson) et de Stella del Carmen Banderas (dont le père est l'acteur Antonio Banderas).
En 1964, après le tournage de Marnie, elle se marie avec son agent, Noel Marshall. Ils divorcent en 1982 après 19 ans de mariage, notamment à cause du tempérament violent de Marshall,. Néanmoins, ce dernier continue de soutenir financièrement la réserve animalière d'Hedren,.
En 1985, elle épouse Luis Barrenecha, un homme d'affaires dont elle divorce dix ans plus tard. Elle est aujourd'hui fiancée à son vétérinaire, le docteur Martin Dinnes.
Hedren se déclare être une femme indépendante et estime que le mariage est un choix individuel qui n'est pas fait pour elle,.

### Relations avec Alfred Hitchcock
Après le tournage de Marnie, Tippi Hedren se sent embarrassée et insultée par ce qu'elle a vécu avec Alfred Hitchcock. Elle préfère ne rien dire à personne de peur que cela soit mis à profit et déformé,. Sa fille, Melanie Griffith, apprend ce que sa mère a réellement vécu en 2012 lorsqu'elle découvre le film biographique qui lui est consacré, The Girl,.
En 1973, lorsqu'Hedren est interrogée sur le sujet, elle répond qu'il était trop possessif et trop exigeant alors qu'elle ne peut être contrôlée par personne,.
En 1979, elle admet avoir été dans une impasse avec lui et explique que cette situation « impossible » l'a poussée à reprendre son contrat,.
Lorsqu'elle apprend la mort d'Hitchcock, le 29 avril 1980, elle ressent « presque un sentiment de soulagement,. » La secrétaire particulière d'Hitchcock, Peggy Robertson, avec qui Hedren reste amie, lui fait alors la confession que le réalisateur ne s'est jamais remis de sa relation avec elle,. Elle continue cependant à admirer l'homme comme réalisateur et se rend à ses funérailles,.
C'est à l'écrivain Donald Spoto, auteur d'une première biographie sur le cinéaste, L'art d'Alfred Hitchcock (publié en 1978), qu'elle fait ses premières révélations,. Elle explique le tournage de la scène du grenier des Oiseaux et les avances répétées d'Hitchcock mais refuse, par décence, de rapporter les termes exacts des demandes du réalisateur. Spoto consacre le chapitre 13 de son livre, La face cachée d'un génie - La vraie vie d'Alfred Hitchcock, à leurs rapports,. Publié en 1983, sa biographie est sujette à controverses mais Hedren affirme qu'il est honnête à propos de son histoire,. Après la parution du livre, elle reste néanmoins mal à l'aise pour aborder le sujet lors d'entrevues et préfère renvoyer les journalistes à ce qu'a écrit Spoto,.

Au fur et à mesure que le temps passe, elle accepte d'en parler et dans une interview pour The Guardian en 1999, elle explique qu'il voulait la changer complètement et aborde même les propositions sexuelles qu'il lui faisait : 

« C'était très, très difficile pour moi. J'étais une jeune femme, je n'étais pas mariée. Il voulait que je lui sois redevable d'avoir fait de moi une star. Oui, il était sexuellement obsédé par moi. C'était horrible, mais que pouvais-je faire? Il n'y a aucun doute à ce sujet, Hitch avait une attitude très bizarre envers les femmes, peut-être à cause de son enfance très étrange,. »

En 2008, Donald Spoto publie un troisième livre sur Hitchcock : Spellbound by Beauty: Alfred Hitchcock and His Leading Ladies. Hedren y fait de nouvelles révélations comme lorsqu'elle parle du jour où Hitchcock a essayé de l'embrasser à l'arrière d'une voiture et celui où il lui a demandé d'être disponible pour lui quand il le voudrait.

Elle dit avoir eu de la chance d'avoir pu travailler avec lui mais n'a jamais pensé répondre d'une manière positive à ses avances,. Elle déclare n'avoir aucun regret d'avoir rompu son contrat, consciente de s'être sauvée même si elle aurait aimé faire les autres films qu'Hitchcock a refusés pour elle,. Elle pense que le réalisateur était misogyne, avec de nombreux problèmes,. Selon elle, Hitchcock se pensait comme un homme beau et romantique, tel Cary Grant, et elle estime qu'il devait être difficile pour lui de se voir dans une glace,. Elle le juge physiquement très peu attirant, mais le voit également comme une personne très triste : 

« On parle d’un esprit brillant, qui était d’un génie hors du commun, maléfique, et déviant, au point d’en être dangereux, parce qu’il pouvait avoir un effet imprévisible sur certaines personnes,. »

#### Film biographique:The Girl

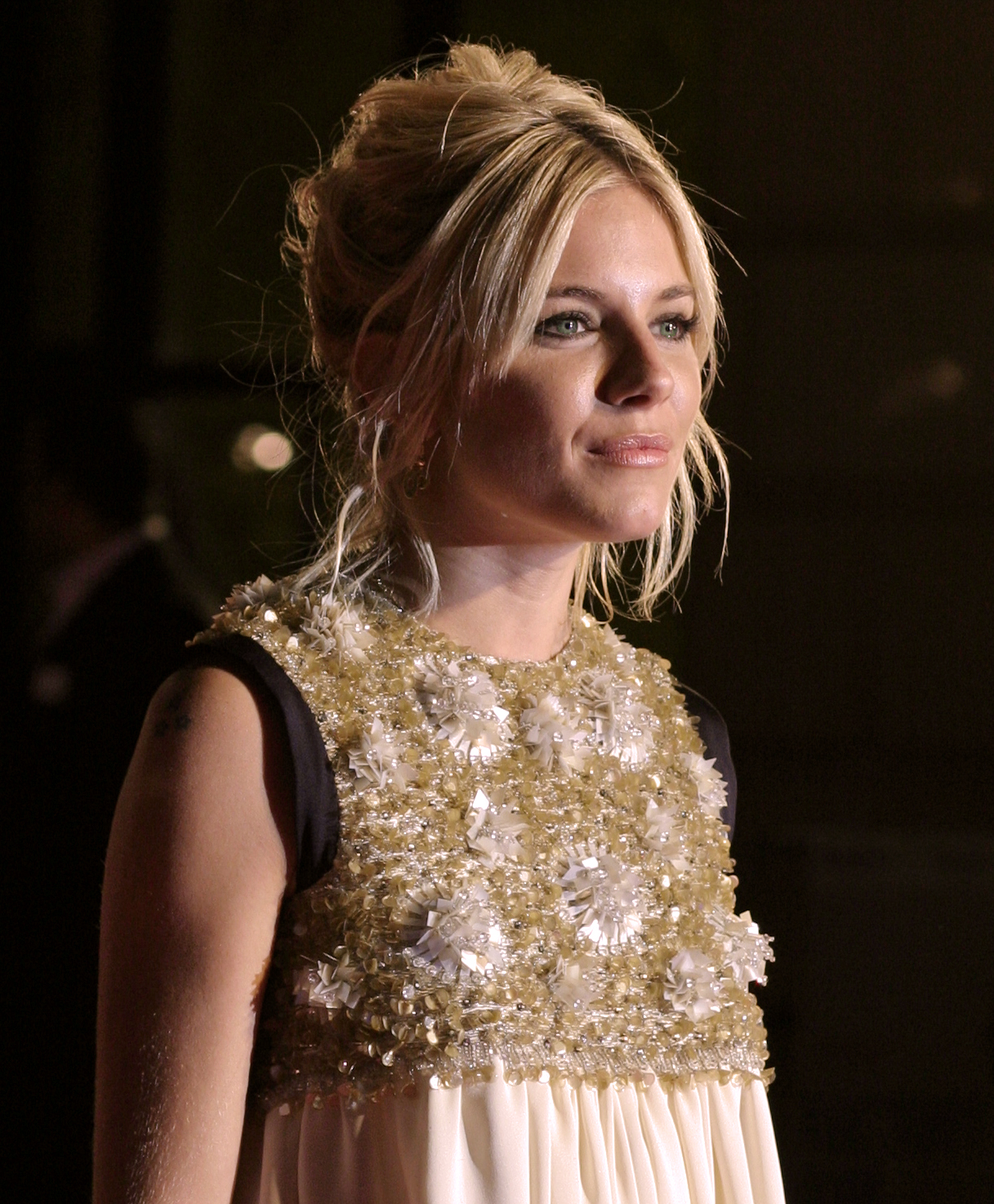
L'actrice Sienna Miller joue le rôle de Tippi Hedren dans le film biographique qui lui est consacré, The Girl.

Pendant l'écriture de Spellbound by Beauty, Spoto est contacté par la productrice Leanne Klein qui, à la recherche d'un projet biographique sur Hitchcock, souhaite lui parler de la relation du réalisateur avec sa dernière muse. Ami d'Hedren, Spoto facilite le contact avec la production et lui assure que son histoire peut être racontée correctement,. Elle accepte, bien qu'effrayée à l'idée de voir un film fait sur sa vie,, et la scénariste Gwyneth Hughes est engagée pour écrire le script intitulé The Girl. Pour cela, elle rencontre Hedren à plusieurs reprises ainsi que plusieurs personnes associées aux Oiseaux et à Marnie : Rita Riggs, Diane Baker et en particulier l'assistant réalisateur d'Hitchcock, Jim Brown, qui lui accorde son unique interview,. Brown confirme les déclarations d'Hedren et confie à Hughes se sentir coupable de ne pas l'avoir assez protégée contre Hitchcock,. Par ailleurs, la famille de ce dernier ne s'oppose pas au projet,.
Julian Jarrold est engagé pour réaliser le film pour HBO Films et la BBC. Toby Jones et Sienna Miller interprètent respectivement Hitchcock et Hedren. Les deux femmes se rencontrent à plusieurs reprises. Hedren tient à expliquer à Miller son parcours et lui demande de la jouer telle qu'elle était, c'est-à-dire une femme forte,. Jarrold, quant à lui, ne souhaite pas avoir d'entretien avec elle, ce qui offense Hedren,. Le tournage se déroule en Afrique du Sud et dure 28 jours. Miller reste en contact permanent avec Hedren et l'informe être ennuyée à l'idée que le réalisateur veuille qu'elle joue une femme moins forte qu'elle ne l'était à cette époque,. Hedren avoue alors avoir de l'appréhension à voir le film,.
Lorsqu'elle le découvre, Hedren est très satisfaite du résultat et, bien qu'elle apprécie le travail de toute l'équipe,, elle se dit impressionnée par le jeu de Toby Jones et plus particulièrement de son changement de voix,.
Quant à Miller, elle trouve son interprétation magnifique et pense qu'elle n'aurait pu choisir une meilleure actrice pour jouer son rôle,.
Elle regrette cependant que le film ne montre que les moments sombres qu'elle a vécus avec Hitchcock mais comprend qu'il n'était pas possible en une heure et demie de montrer plus de choses,. Elle déclare également qu'elle espère que les jeunes femmes comprennent en voyant le film qu'elles peuvent refuser lorsqu'elles sont dans ce genre de situation,.

#### Polémique
Dès sa sortie, The Girl suscite la controverse auprès de certains collaborateurs d'Alfred Hitchcock qui prennent sa défense dans la presse.
Nora Brown, la veuve de l'assistant réalisateur du cinéaste, Jim Brown, fait part de son mépris du film et se déclare sûre que son mari n'aurait pas approuvé les allégations de harcèlement sexuel. D'après elle, il aurait accepté de parler à la scénariste, Gwyneth Hughes, croyant que le film serait un portrait affectueux d'Hitchcock,. La productrice exécutive du film, Leanne Klein, déclare alors regretter que Nora Brown soit furieuse contre le film sans l'avoir vu,. Néanmoins, d'après des entrevues enregistrées de Jim Brown, ce dernier estime que certaines choses dites sur le cinéaste sont « très exagérées » et ajoute qu'Hitchcock était contrarié lorsqu'il s'est rendu compte qu'Hedren n'avait pas l'aura de star qu'il avait d'abord vue en elle,.
L'assistant réalisateur de Marnie, Hilton Green, quant à lui, ne se souvient pas d'un quelconque malentendu entre Hedren et Hitchcock : « Marnie était un rôle très pénible à jouer pour Tippi. Hitchcock aimait tester ses acteurs, il était très bon à ça et il lui a donné beaucoup d'indications parce qu'elle en avait besoin,. » Certaines accusations sont difficiles à croire pour l'une des actrices du film, Louise Latham, qui estime qu'Hedren n'aurait pas dû parler de cette manière à propos du réalisateur. Comme Green, Latham avoue ne pas être au courant du harcèlement qu'elle subissait sur le plateau,.
D'autres actrices ayant travaillé pour Hitchcock le défendent dans différentes interviews. Kim Novak, qui tient le rôle principal de son film Sueurs froides (1958), ne peut croire qu'il était l'homme que dépeint Hedren, par ailleurs l'une de ses amies proches. « Je ne peux pas l'imaginer. Il n'a jamais eu ce genre de comportement. Si ça a existé, cela s'est passé uniquement avec Tippi parce que je n'ai jamais connu ça. C'était un vrai gentleman et, dans un sens, un homme plutôt timide. » Novak déplore également le fait qu'il ne soit plus là pour se défendre lui-même,. Veronica Cartwright, partenaire de Hedren dans Les Oiseaux, juge que l'histoire s'exagère au fil des années. Elle pense également qu'Hedren est convaincue à tort que le réalisateur a détruit sa carrière : « Je ne pense pas qu'elle était si bien que cela dans Marnie. Tippi était un coup d'œil. Celle qui est fabuleuse dans le film (Les Oiseaux), c'est Jessica Tandy,. »
Dans ses mémoires Tippi: A Memoir parus le 17 novembre 2016, Tippi Hedren va plus loin et affirme avoir été victime d'attouchements de la part du célèbre cinéaste lors du tournage du film Pas de printemps pour Marnie. Les proches du réalisateur mettent fortement en doute la véracité de ses propos.

## Filmographie

### Cinéma
- 1950 : La Scandaleuse Ingénue (The Pretty Girl) d'Henry Levin : Apparition (non créditée)
- 1963 : Les Oiseaux (The Birds) d'Alfred Hitchcock : Melanie Daniels
- 1964 : Pas de printemps pour Marnie (Marnie) d'Alfred Hitchcock : Marnie Edgar
- 1967 : La Comtesse de Hong-Kong (A Countess from Hong Kong) de Charles Chaplin : Martha Mears
- 1970 : Tiger By the Tail de R. G. Springsteen : Rita Armstrong
- 1970 : Satan's Harvest de George Montgomery : Marla Oaks
- 1973 : Mister Kingstreet's War de Percival Rubens : Maggie Kingstreet
- 1973 : The Harrad Experiment de Ted Post : Margaret Tenhausen
- 1976 : Allá donde muere el viento de Fernando Siro
- 1981 : Roar de Noel Marshall : Madelaine
- 1982 : Foxfire Light d'Allen Baron : Elizabeth Morgan
- 1989 : Deadly Spygames de Jack M. Sell : Chastity
- 1990 : In the Cold of the Night de Nico Mastorakis : Clara
- 1990 : Fenêtre sur Pacifique (Pacific Heights) de John Schlesinger : Florence Peters
- 1994 : Teresa's Tattoo de Julie Cypher : Evelyn Hill
- 1994 : Inevitable Grace d'Alex Monty Canawati : Dr Marcia Stevens
- 1996 : Citizen Ruth d'Alexander Payne : Jessica Weiss
- 1997 : Mulligans ! (court métrage) de Miles Hood Swarthout : Dottie
- 1998 : Exposé de Daphna Edwards
- 1998 : Point de rupture (Break Up) de Paul Marcus : Mère
- 1998 : I Woke Up Early the Day I Died d'Aris Iliopulos : Maylinda Austed
- 1999 : The Storytellers de James D.R. Hickox : Lillian Glosner
- 2001 : Ice Cream Sundae (court métrage) de Désirée Nosbusch : Lady
- 2001 : Tea with Grandma (court métrage) de Jonathan Fahn : Rae
- 2003 : Julie and Jack de James Nguyen : Julie McNeal
- 2003 : Searching for Haizmann de Scott Gordon et Ron Meyer : Dr Michelle Labner
- 2003 : Dark Wolf (sortie directement en vidéo) de Richard Friedman : Mary
- 2003 : Rose's Garden de Shawna Baca et Craig Nisker : Rose
- 2004 : Raising Genius de Linda Voorhees et Bess Wiley : Babe
- 2004 : Mind Rage de Mark Allen Michaels : Dr Wilma Randolph
- 2004 : J'adore Huckabees (I Heart Huckabees) de David O. Russell : Mary Jane Hutchinson
- 2005 : Diamond Zero de David Gaz et Annelie Wilder : Eleanor Kelly
- 2005 : Strike the Tent d'A. Blaine Miller et Julian Adams : Mme Adams
- 2008 : Secrets de jeunesse (Dead Write) de Michael Connell : Minnie
- 2008 : They Boneyard Collection d'Edward L. Plumb : Tante Gloria (Segment Her Morbid Desires)
- 2012 : Jayne Mansfield's Car de Billy Bob Thornton : Naomi Caldwell
- 2012 : Free Samples de Jay Gammill : Betty
- 2012 : Return to Babylon d'Alex Monty Canawati : Mme Peabody
- 2014 :  The Ghost and the Whale (En tournage) d'Anthony Gaudioso et James Gaudioso : Tippi

### Télévision
- 1965 : Haute Tension (Kraft Suspense Theatre, série, S2e28: Les Trains du silence) : Lee Anne Wickheimer
- 1965 : Match contre la vie (Run for Your Life, série, S1e3: Someone Who Makes Me Feel Beautiful) : Jessica Braden
- 1970-1971 : The Courtship of Eddie's Father (Série, S1e24: Free Is a Four Letter Word, 1970 ; S2e4: A Little Get Together for Cissy, 1971) : Cissy Drummond-Randolph
- 1973 : Docteur Caraïbes (Feuilleton, 4e épisode: L'homme à l'Albatros) : Sonia
- 1976 : Super Jaimie (The Bionic Woman, série, S1e5: Les griffes) : Susan Victor
- 1983 : Pour l'amour du risque (Hart to Hart, série, S4e11: Les Chasses de Monsieur Davenport) : Liza Atterton
- 1984 : Histoires de l'autre monde (Tales from the Darkside, série, S1e5: Mookie and Pookie) : Ruth Anderson
- 1985 : Alfred Hitchcock présente (Alfred Hitchcock Presents, série, Pilote 4e épisode: Man from the South) : Une serveuse
- 1988 : Hôtel (Hotel, série, S5e12: Double Take) : Barbara Lyman
- 1988 : Baby Boom (Série, S1e7: Christmas '88) : Laura Curtis
- 1990 : Return to Green Acres (Téléfilm) de William Asher : Arleen
- 1990 : Amour, Gloire et Beauté (The Bold and the Beautiful, série, S1e896) : Helen Maclaine
- 1991 : Shadow of a Doubt (Téléfilm) de Karen Arthur : Mme Mathewson
- 1991 : Dans la chaleur de la nuit (Série, S5e4: Liar's Poker) : Annabelle Van Buren
- 1992 : Piège à domicile (Through the Eyes of a Killer, téléfilm) de Peter Markle : Mme Bellano
- 1993 : Perry Mason (Troisième série, 24e épisode: La formule magique) : Beverly Courtney
- 1994 : Arabesque (Murder, She Wrote, série, S10e6: Le faux-semblant) : Catherine Noble
- 1994 : Les Oiseaux 2 (The Birds II: Land's End, téléfilm) de Rick Rosenthal : Helen
- 1994 : Les armes de la passion (Treacherous Beauties, téléfilm) de Charles Jarrott : Lettie Hollister
- 1994-1996 : Dream On (Série, S5e12: Crise de foi, 1994 ; S6e11: La Petite sœur, 1995 ; S6e18: La Seconde chance, 1996 ; S6e21: Nos plus belles années, 1996 ; S6e27: Finale - 2e partie, 1996) : Di
- 1997 : The Guardian (Téléfilm) de Rob Cohen : Wynn
- 1997 : Adventures from the Book of Virtues (Série, S2e3: Generosity) : Madame Sofroni/Molly Mouse (voix)
- 1998 : La Vie à tout prix (Chicago Hope, série, S4e14: Un oiseau aux trousses) : Alfreda Perkins
- 1998 : Batman (Deuxième série, Les Nouvelles Aventures de Batman, 9e épisode: La Fille du calendrier) : Donna Day (voix)
- 1998 : Invasion America (Série) : Mme McAllister
- 1998 : Arliss (Arli$$, série, S3e9: Stanley Babson...Win, Place, or Show)
- 1999 : Fenêtre sur meurtre (The Darklings, téléfilm) de Jeffrey Reiner : Martha Jackson
- 1999 : S'il suffisait d'aimer (Replacing Dad, téléfilm) de Joyce Chopra : Dixie
- 2000 : Bull (Série, S1e20: A Beautiful Life) : Caitlin Coyle
- 2000 : Hollywood Off-Ramp (Série, S1e2: Simple Simon)
- 2000 : Providence (Série, S3e5: Une femme à la mer ; S3e6: Un thanksgiving inattendu) : Constance Hemming
- 2001 : Aux portes du cauchemar (The Nightmare Room, série, S1e5: La Vie en jeu) : La sorcière
- 2003 : 111 Gramercy Park (téléfilm) de Bill D'Elia : Mme Granville
- 2006 : Les 4400 (The 4400, série, S3e1: Une nouvelle ère - 1re partie ; S3e2: Une nouvelle ère - 2e partie) : Lily Moore Tyler
- 2006 : Fashion House (Série, S1e1: It Takes One to Know One ; S1e6: The Best Laid Plans ; S1e16: Multiple Offers ; S1e19: Maternal Instincts ; S1e24: All in the Family ; S1e30: Coup de Grace ; S1e31: Irreconcilable Differences ; S1e35: Gaggle at the Gallery ; S1e44: Women on Verge ; S1e46: Opportunity Knocks, Rings the Doorbell and Beats Down Your Door! : Doris Thompson
- 2008 : Les Experts (CSI, série, S9e8: 8.Star de demain... et d'hier) : Karen Rosenthal
- 2008 : Hantée par le passé (Tribute, téléfilm) de Martha Coolidge : Aileen Hennessey
- 2008 : Batman : L'Alliance des héros (Batman: The Brave and the Bold, S3e8: Triumvirate of Terror!) : Queen Hippolyta (voix)
- 2012 : Raising Hope (Série, S3e1: Not Indecent, But Not Quite Decent Enough Proposal) : Nana
- 2013 : Cougar Town (Série, S4e15: Have Love Will Travel) : Tippi Hedren

## Publications
- (en) Avec Theodore Taylor, The Cats of Shambala, Simon & Schuster, 1985, 267 p.Nouvelle édition révisée : Shambala Pr., 1991, 300 p.  (ISBN 0-307-35130-0).
- Tippi: A Memoir, autobiographie, 288 p., William Morrow, 2016

## Récompenses
Elle remporte en 1964 le Golden Globe Award de la « meilleure révélation féminine » pour Les Oiseaux et, la même année, pour le même film et dans la même catégorie, le Golden Laurel.
Elle reçoit deux Life Achievement Award en 1994 et 1995 : le premier en France au festival de Beauvais Cinemalia et le second en Espagne de la Fondation Municipal de Cine.
Ses actions caritatives lui valent de nombreuses récompenses dont le prix Lions & Agneaux en 1997, le prix Woman of Vision en 1999, la médaille présidentielle pour l'ensemble de son travail de l'université Hofstra en 1999, ou encore le prix Jules Verne Nature en 2007.
Les trois courts métrages qu'elle a tournés — Mulligans !, Tea with Grandma et Rose's Garden — lui font remporter respectivement le Method Fest de la « meilleure actrice dans un court métrage comique », en 2000, le prix de la « meilleure actrice » décerné par le New York International Independent Film Festival, en 2002, et le prix de la « meilleure actrice » du LA TV Short Film Festival.
Elle a son étoile sur le Hollywood Walk of Fame au 7060, Hollywood Blvd.